# Frédéric Lazard
Pour les articles homonymes, voir Lazard (homonymie).
Frédéric (Fred) Lazard, né le 20 février 1883 à Marseille et mort le 18 novembre 1948 au Vésinet, était un joueur d'échecs et compositeur de problèmes français, aussi connu pour ses grandes qualités de solutionniste.

## Carrière de joueur d'échecs
Lors du championnat de France amateur de 1914 à Lyon, Lazard finit deuxième derrière Alphonse Goetz.
Après la Première Guerre mondiale, Lazard représenta la France lors de la première olympiade non officielle de 1924 à Paris. Il termina deuxième du championnat de France d'échecs en 1925 et 1926, puis troisième en 1933.

## Une miniature
Irving Chernev a attribué à Frédéric Lazard une victoire avec les Noirs en quatre coup contre Amédée Gibaud : 1. d4 Cf6 ; 2. Cd2 e5 ; 3. dxe5 Cg4 ; 4. h3 Ce3 ; 5. Abandon. Interrogé, Gibaud nia être le joueur qui perdit la partie.
D'après  les souvenirs de Lazard, la partie réelle, jouée contre un amateur vers 1920, dura un coup de plus :
Amateur - Frédéric Lazard :
1. d4 d5 ; 2. b3 Cf6 ; 3. Cd2 e5 ; 4. dxe5 Cg4 ; 5. h3 Ce3 ; 6. abandon
|   | a | b | c | d | e | f | g | h |   |
| 8 | Tour noire sur case blanche a8 · Cavalier noir sur case noire b8 · Fou noir sur case blanche c8 · Dame noire sur case noire d8 · Roi noir sur case blanche e8 · Fou noir sur case noire f8 · Tour noire sur case noire h8 · Pion noir sur case noire a7 · Pion noir sur case blanche b7 · Pion noir sur case noire c7 · Pion noir sur case blanche f7 · Pion noir sur case noire g7 · Pion noir sur case blanche h7 · Pion noir sur case blanche d5 · Pion blanc sur case noire e5 · Pion blanc sur case blanche b3 · Cavalier noir sur case noire e3 · Pion blanc sur case blanche h3 · Pion blanc sur case blanche a2 · Pion blanc sur case blanche c2 · Cavalier blanc sur case noire d2 · Pion blanc sur case blanche e2 · Pion blanc sur case noire f2 · Pion blanc sur case blanche g2 · Tour blanche sur case noire a1 · Fou blanc sur case noire c1 · Dame blanche sur case blanche d1 · Roi blanc sur case noire e1 · Fou blanc sur case blanche f1 · Cavalier blanc sur case noire g1 · Tour blanche sur case blanche h1 | Tour noire sur case blanche a8 · Cavalier noir sur case noire b8 · Fou noir sur case blanche c8 · Dame noire sur case noire d8 · Roi noir sur case blanche e8 · Fou noir sur case noire f8 · Tour noire sur case noire h8 · Pion noir sur case noire a7 · Pion noir sur case blanche b7 · Pion noir sur case noire c7 · Pion noir sur case blanche f7 · Pion noir sur case noire g7 · Pion noir sur case blanche h7 · Pion noir sur case blanche d5 · Pion blanc sur case noire e5 · Pion blanc sur case blanche b3 · Cavalier noir sur case noire e3 · Pion blanc sur case blanche h3 · Pion blanc sur case blanche a2 · Pion blanc sur case blanche c2 · Cavalier blanc sur case noire d2 · Pion blanc sur case blanche e2 · Pion blanc sur case noire f2 · Pion blanc sur case blanche g2 · Tour blanche sur case noire a1 · Fou blanc sur case noire c1 · Dame blanche sur case blanche d1 · Roi blanc sur case noire e1 · Fou blanc sur case blanche f1 · Cavalier blanc sur case noire g1 · Tour blanche sur case blanche h1 | Tour noire sur case blanche a8 · Cavalier noir sur case noire b8 · Fou noir sur case blanche c8 · Dame noire sur case noire d8 · Roi noir sur case blanche e8 · Fou noir sur case noire f8 · Tour noire sur case noire h8 · Pion noir sur case noire a7 · Pion noir sur case blanche b7 · Pion noir sur case noire c7 · Pion noir sur case blanche f7 · Pion noir sur case noire g7 · Pion noir sur case blanche h7 · Pion noir sur case blanche d5 · Pion blanc sur case noire e5 · Pion blanc sur case blanche b3 · Cavalier noir sur case noire e3 · Pion blanc sur case blanche h3 · Pion blanc sur case blanche a2 · Pion blanc sur case blanche c2 · Cavalier blanc sur case noire d2 · Pion blanc sur case blanche e2 · Pion blanc sur case noire f2 · Pion blanc sur case blanche g2 · Tour blanche sur case noire a1 · Fou blanc sur case noire c1 · Dame blanche sur case blanche d1 · Roi blanc sur case noire e1 · Fou blanc sur case blanche f1 · Cavalier blanc sur case noire g1 · Tour blanche sur case blanche h1 | Tour noire sur case blanche a8 · Cavalier noir sur case noire b8 · Fou noir sur case blanche c8 · Dame noire sur case noire d8 · Roi noir sur case blanche e8 · Fou noir sur case noire f8 · Tour noire sur case noire h8 · Pion noir sur case noire a7 · Pion noir sur case blanche b7 · Pion noir sur case noire c7 · Pion noir sur case blanche f7 · Pion noir sur case noire g7 · Pion noir sur case blanche h7 · Pion noir sur case blanche d5 · Pion blanc sur case noire e5 · Pion blanc sur case blanche b3 · Cavalier noir sur case noire e3 · Pion blanc sur case blanche h3 · Pion blanc sur case blanche a2 · Pion blanc sur case blanche c2 · Cavalier blanc sur case noire d2 · Pion blanc sur case blanche e2 · Pion blanc sur case noire f2 · Pion blanc sur case blanche g2 · Tour blanche sur case noire a1 · Fou blanc sur case noire c1 · Dame blanche sur case blanche d1 · Roi blanc sur case noire e1 · Fou blanc sur case blanche f1 · Cavalier blanc sur case noire g1 · Tour blanche sur case blanche h1 | Tour noire sur case blanche a8 · Cavalier noir sur case noire b8 · Fou noir sur case blanche c8 · Dame noire sur case noire d8 · Roi noir sur case blanche e8 · Fou noir sur case noire f8 · Tour noire sur case noire h8 · Pion noir sur case noire a7 · Pion noir sur case blanche b7 · Pion noir sur case noire c7 · Pion noir sur case blanche f7 · Pion noir sur case noire g7 · Pion noir sur case blanche h7 · Pion noir sur case blanche d5 · Pion blanc sur case noire e5 · Pion blanc sur case blanche b3 · Cavalier noir sur case noire e3 · Pion blanc sur case blanche h3 · Pion blanc sur case blanche a2 · Pion blanc sur case blanche c2 · Cavalier blanc sur case noire d2 · Pion blanc sur case blanche e2 · Pion blanc sur case noire f2 · Pion blanc sur case blanche g2 · Tour blanche sur case noire a1 · Fou blanc sur case noire c1 · Dame blanche sur case blanche d1 · Roi blanc sur case noire e1 · Fou blanc sur case blanche f1 · Cavalier blanc sur case noire g1 · Tour blanche sur case blanche h1 | Tour noire sur case blanche a8 · Cavalier noir sur case noire b8 · Fou noir sur case blanche c8 · Dame noire sur case noire d8 · Roi noir sur case blanche e8 · Fou noir sur case noire f8 · Tour noire sur case noire h8 · Pion noir sur case noire a7 · Pion noir sur case blanche b7 · Pion noir sur case noire c7 · Pion noir sur case blanche f7 · Pion noir sur case noire g7 · Pion noir sur case blanche h7 · Pion noir sur case blanche d5 · Pion blanc sur case noire e5 · Pion blanc sur case blanche b3 · Cavalier noir sur case noire e3 · Pion blanc sur case blanche h3 · Pion blanc sur case blanche a2 · Pion blanc sur case blanche c2 · Cavalier blanc sur case noire d2 · Pion blanc sur case blanche e2 · Pion blanc sur case noire f2 · Pion blanc sur case blanche g2 · Tour blanche sur case noire a1 · Fou blanc sur case noire c1 · Dame blanche sur case blanche d1 · Roi blanc sur case noire e1 · Fou blanc sur case blanche f1 · Cavalier blanc sur case noire g1 · Tour blanche sur case blanche h1 | Tour noire sur case blanche a8 · Cavalier noir sur case noire b8 · Fou noir sur case blanche c8 · Dame noire sur case noire d8 · Roi noir sur case blanche e8 · Fou noir sur case noire f8 · Tour noire sur case noire h8 · Pion noir sur case noire a7 · Pion noir sur case blanche b7 · Pion noir sur case noire c7 · Pion noir sur case blanche f7 · Pion noir sur case noire g7 · Pion noir sur case blanche h7 · Pion noir sur case blanche d5 · Pion blanc sur case noire e5 · Pion blanc sur case blanche b3 · Cavalier noir sur case noire e3 · Pion blanc sur case blanche h3 · Pion blanc sur case blanche a2 · Pion blanc sur case blanche c2 · Cavalier blanc sur case noire d2 · Pion blanc sur case blanche e2 · Pion blanc sur case noire f2 · Pion blanc sur case blanche g2 · Tour blanche sur case noire a1 · Fou blanc sur case noire c1 · Dame blanche sur case blanche d1 · Roi blanc sur case noire e1 · Fou blanc sur case blanche f1 · Cavalier blanc sur case noire g1 · Tour blanche sur case blanche h1 | Tour noire sur case blanche a8 · Cavalier noir sur case noire b8 · Fou noir sur case blanche c8 · Dame noire sur case noire d8 · Roi noir sur case blanche e8 · Fou noir sur case noire f8 · Tour noire sur case noire h8 · Pion noir sur case noire a7 · Pion noir sur case blanche b7 · Pion noir sur case noire c7 · Pion noir sur case blanche f7 · Pion noir sur case noire g7 · Pion noir sur case blanche h7 · Pion noir sur case blanche d5 · Pion blanc sur case noire e5 · Pion blanc sur case blanche b3 · Cavalier noir sur case noire e3 · Pion blanc sur case blanche h3 · Pion blanc sur case blanche a2 · Pion blanc sur case blanche c2 · Cavalier blanc sur case noire d2 · Pion blanc sur case blanche e2 · Pion blanc sur case noire f2 · Pion blanc sur case blanche g2 · Tour blanche sur case noire a1 · Fou blanc sur case noire c1 · Dame blanche sur case blanche d1 · Roi blanc sur case noire e1 · Fou blanc sur case blanche f1 · Cavalier blanc sur case noire g1 · Tour blanche sur case blanche h1 | 8 |
| 7 | Tour noire sur case blanche a8 · Cavalier noir sur case noire b8 · Fou noir sur case blanche c8 · Dame noire sur case noire d8 · Roi noir sur case blanche e8 · Fou noir sur case noire f8 · Tour noire sur case noire h8 · Pion noir sur case noire a7 · Pion noir sur case blanche b7 · Pion noir sur case noire c7 · Pion noir sur case blanche f7 · Pion noir sur case noire g7 · Pion noir sur case blanche h7 · Pion noir sur case blanche d5 · Pion blanc sur case noire e5 · Pion blanc sur case blanche b3 · Cavalier noir sur case noire e3 · Pion blanc sur case blanche h3 · Pion blanc sur case blanche a2 · Pion blanc sur case blanche c2 · Cavalier blanc sur case noire d2 · Pion blanc sur case blanche e2 · Pion blanc sur case noire f2 · Pion blanc sur case blanche g2 · Tour blanche sur case noire a1 · Fou blanc sur case noire c1 · Dame blanche sur case blanche d1 · Roi blanc sur case noire e1 · Fou blanc sur case blanche f1 · Cavalier blanc sur case noire g1 · Tour blanche sur case blanche h1 | Tour noire sur case blanche a8 · Cavalier noir sur case noire b8 · Fou noir sur case blanche c8 · Dame noire sur case noire d8 · Roi noir sur case blanche e8 · Fou noir sur case noire f8 · Tour noire sur case noire h8 · Pion noir sur case noire a7 · Pion noir sur case blanche b7 · Pion noir sur case noire c7 · Pion noir sur case blanche f7 · Pion noir sur case noire g7 · Pion noir sur case blanche h7 · Pion noir sur case blanche d5 · Pion blanc sur case noire e5 · Pion blanc sur case blanche b3 · Cavalier noir sur case noire e3 · Pion blanc sur case blanche h3 · Pion blanc sur case blanche a2 · Pion blanc sur case blanche c2 · Cavalier blanc sur case noire d2 · Pion blanc sur case blanche e2 · Pion blanc sur case noire f2 · Pion blanc sur case blanche g2 · Tour blanche sur case noire a1 · Fou blanc sur case noire c1 · Dame blanche sur case blanche d1 · Roi blanc sur case noire e1 · Fou blanc sur case blanche f1 · Cavalier blanc sur case noire g1 · Tour blanche sur case blanche h1 | Tour noire sur case blanche a8 · Cavalier noir sur case noire b8 · Fou noir sur case blanche c8 · Dame noire sur case noire d8 · Roi noir sur case blanche e8 · Fou noir sur case noire f8 · Tour noire sur case noire h8 · Pion noir sur case noire a7 · Pion noir sur case blanche b7 · Pion noir sur case noire c7 · Pion noir sur case blanche f7 · Pion noir sur case noire g7 · Pion noir sur case blanche h7 · Pion noir sur case blanche d5 · Pion blanc sur case noire e5 · Pion blanc sur case blanche b3 · Cavalier noir sur case noire e3 · Pion blanc sur case blanche h3 · Pion blanc sur case blanche a2 · Pion blanc sur case blanche c2 · Cavalier blanc sur case noire d2 · Pion blanc sur case blanche e2 · Pion blanc sur case noire f2 · Pion blanc sur case blanche g2 · Tour blanche sur case noire a1 · Fou blanc sur case noire c1 · Dame blanche sur case blanche d1 · Roi blanc sur case noire e1 · Fou blanc sur case blanche f1 · Cavalier blanc sur case noire g1 · Tour blanche sur case blanche h1 | Tour noire sur case blanche a8 · Cavalier noir sur case noire b8 · Fou noir sur case blanche c8 · Dame noire sur case noire d8 · Roi noir sur case blanche e8 · Fou noir sur case noire f8 · Tour noire sur case noire h8 · Pion noir sur case noire a7 · Pion noir sur case blanche b7 · Pion noir sur case noire c7 · Pion noir sur case blanche f7 · Pion noir sur case noire g7 · Pion noir sur case blanche h7 · Pion noir sur case blanche d5 · Pion blanc sur case noire e5 · Pion blanc sur case blanche b3 · Cavalier noir sur case noire e3 · Pion blanc sur case blanche h3 · Pion blanc sur case blanche a2 · Pion blanc sur case blanche c2 · Cavalier blanc sur case noire d2 · Pion blanc sur case blanche e2 · Pion blanc sur case noire f2 · Pion blanc sur case blanche g2 · Tour blanche sur case noire a1 · Fou blanc sur case noire c1 · Dame blanche sur case blanche d1 · Roi blanc sur case noire e1 · Fou blanc sur case blanche f1 · Cavalier blanc sur case noire g1 · Tour blanche sur case blanche h1 | Tour noire sur case blanche a8 · Cavalier noir sur case noire b8 · Fou noir sur case blanche c8 · Dame noire sur case noire d8 · Roi noir sur case blanche e8 · Fou noir sur case noire f8 · Tour noire sur case noire h8 · Pion noir sur case noire a7 · Pion noir sur case blanche b7 · Pion noir sur case noire c7 · Pion noir sur case blanche f7 · Pion noir sur case noire g7 · Pion noir sur case blanche h7 · Pion noir sur case blanche d5 · Pion blanc sur case noire e5 · Pion blanc sur case blanche b3 · Cavalier noir sur case noire e3 · Pion blanc sur case blanche h3 · Pion blanc sur case blanche a2 · Pion blanc sur case blanche c2 · Cavalier blanc sur case noire d2 · Pion blanc sur case blanche e2 · Pion blanc sur case noire f2 · Pion blanc sur case blanche g2 · Tour blanche sur case noire a1 · Fou blanc sur case noire c1 · Dame blanche sur case blanche d1 · Roi blanc sur case noire e1 · Fou blanc sur case blanche f1 · Cavalier blanc sur case noire g1 · Tour blanche sur case blanche h1 | Tour noire sur case blanche a8 · Cavalier noir sur case noire b8 · Fou noir sur case blanche c8 · Dame noire sur case noire d8 · Roi noir sur case blanche e8 · Fou noir sur case noire f8 · Tour noire sur case noire h8 · Pion noir sur case noire a7 · Pion noir sur case blanche b7 · Pion noir sur case noire c7 · Pion noir sur case blanche f7 · Pion noir sur case noire g7 · Pion noir sur case blanche h7 · Pion noir sur case blanche d5 · Pion blanc sur case noire e5 · Pion blanc sur case blanche b3 · Cavalier noir sur case noire e3 · Pion blanc sur case blanche h3 · Pion blanc sur case blanche a2 · Pion blanc sur case blanche c2 · Cavalier blanc sur case noire d2 · Pion blanc sur case blanche e2 · Pion blanc sur case noire f2 · Pion blanc sur case blanche g2 · Tour blanche sur case noire a1 · Fou blanc sur case noire c1 · Dame blanche sur case blanche d1 · Roi blanc sur case noire e1 · Fou blanc sur case blanche f1 · Cavalier blanc sur case noire g1 · Tour blanche sur case blanche h1 | Tour noire sur case blanche a8 · Cavalier noir sur case noire b8 · Fou noir sur case blanche c8 · Dame noire sur case noire d8 · Roi noir sur case blanche e8 · Fou noir sur case noire f8 · Tour noire sur case noire h8 · Pion noir sur case noire a7 · Pion noir sur case blanche b7 · Pion noir sur case noire c7 · Pion noir sur case blanche f7 · Pion noir sur case noire g7 · Pion noir sur case blanche h7 · Pion noir sur case blanche d5 · Pion blanc sur case noire e5 · Pion blanc sur case blanche b3 · Cavalier noir sur case noire e3 · Pion blanc sur case blanche h3 · Pion blanc sur case blanche a2 · Pion blanc sur case blanche c2 · Cavalier blanc sur case noire d2 · Pion blanc sur case blanche e2 · Pion blanc sur case noire f2 · Pion blanc sur case blanche g2 · Tour blanche sur case noire a1 · Fou blanc sur case noire c1 · Dame blanche sur case blanche d1 · Roi blanc sur case noire e1 · Fou blanc sur case blanche f1 · Cavalier blanc sur case noire g1 · Tour blanche sur case blanche h1 | Tour noire sur case blanche a8 · Cavalier noir sur case noire b8 · Fou noir sur case blanche c8 · Dame noire sur case noire d8 · Roi noir sur case blanche e8 · Fou noir sur case noire f8 · Tour noire sur case noire h8 · Pion noir sur case noire a7 · Pion noir sur case blanche b7 · Pion noir sur case noire c7 · Pion noir sur case blanche f7 · Pion noir sur case noire g7 · Pion noir sur case blanche h7 · Pion noir sur case blanche d5 · Pion blanc sur case noire e5 · Pion blanc sur case blanche b3 · Cavalier noir sur case noire e3 · Pion blanc sur case blanche h3 · Pion blanc sur case blanche a2 · Pion blanc sur case blanche c2 · Cavalier blanc sur case noire d2 · Pion blanc sur case blanche e2 · Pion blanc sur case noire f2 · Pion blanc sur case blanche g2 · Tour blanche sur case noire a1 · Fou blanc sur case noire c1 · Dame blanche sur case blanche d1 · Roi blanc sur case noire e1 · Fou blanc sur case blanche f1 · Cavalier blanc sur case noire g1 · Tour blanche sur case blanche h1 | 7 |
| 6 | Tour noire sur case blanche a8 · Cavalier noir sur case noire b8 · Fou noir sur case blanche c8 · Dame noire sur case noire d8 · Roi noir sur case blanche e8 · Fou noir sur case noire f8 · Tour noire sur case noire h8 · Pion noir sur case noire a7 · Pion noir sur case blanche b7 · Pion noir sur case noire c7 · Pion noir sur case blanche f7 · Pion noir sur case noire g7 · Pion noir sur case blanche h7 · Pion noir sur case blanche d5 · Pion blanc sur case noire e5 · Pion blanc sur case blanche b3 · Cavalier noir sur case noire e3 · Pion blanc sur case blanche h3 · Pion blanc sur case blanche a2 · Pion blanc sur case blanche c2 · Cavalier blanc sur case noire d2 · Pion blanc sur case blanche e2 · Pion blanc sur case noire f2 · Pion blanc sur case blanche g2 · Tour blanche sur case noire a1 · Fou blanc sur case noire c1 · Dame blanche sur case blanche d1 · Roi blanc sur case noire e1 · Fou blanc sur case blanche f1 · Cavalier blanc sur case noire g1 · Tour blanche sur case blanche h1 | Tour noire sur case blanche a8 · Cavalier noir sur case noire b8 · Fou noir sur case blanche c8 · Dame noire sur case noire d8 · Roi noir sur case blanche e8 · Fou noir sur case noire f8 · Tour noire sur case noire h8 · Pion noir sur case noire a7 · Pion noir sur case blanche b7 · Pion noir sur case noire c7 · Pion noir sur case blanche f7 · Pion noir sur case noire g7 · Pion noir sur case blanche h7 · Pion noir sur case blanche d5 · Pion blanc sur case noire e5 · Pion blanc sur case blanche b3 · Cavalier noir sur case noire e3 · Pion blanc sur case blanche h3 · Pion blanc sur case blanche a2 · Pion blanc sur case blanche c2 · Cavalier blanc sur case noire d2 · Pion blanc sur case blanche e2 · Pion blanc sur case noire f2 · Pion blanc sur case blanche g2 · Tour blanche sur case noire a1 · Fou blanc sur case noire c1 · Dame blanche sur case blanche d1 · Roi blanc sur case noire e1 · Fou blanc sur case blanche f1 · Cavalier blanc sur case noire g1 · Tour blanche sur case blanche h1 | Tour noire sur case blanche a8 · Cavalier noir sur case noire b8 · Fou noir sur case blanche c8 · Dame noire sur case noire d8 · Roi noir sur case blanche e8 · Fou noir sur case noire f8 · Tour noire sur case noire h8 · Pion noir sur case noire a7 · Pion noir sur case blanche b7 · Pion noir sur case noire c7 · Pion noir sur case blanche f7 · Pion noir sur case noire g7 · Pion noir sur case blanche h7 · Pion noir sur case blanche d5 · Pion blanc sur case noire e5 · Pion blanc sur case blanche b3 · Cavalier noir sur case noire e3 · Pion blanc sur case blanche h3 · Pion blanc sur case blanche a2 · Pion blanc sur case blanche c2 · Cavalier blanc sur case noire d2 · Pion blanc sur case blanche e2 · Pion blanc sur case noire f2 · Pion blanc sur case blanche g2 · Tour blanche sur case noire a1 · Fou blanc sur case noire c1 · Dame blanche sur case blanche d1 · Roi blanc sur case noire e1 · Fou blanc sur case blanche f1 · Cavalier blanc sur case noire g1 · Tour blanche sur case blanche h1 | Tour noire sur case blanche a8 · Cavalier noir sur case noire b8 · Fou noir sur case blanche c8 · Dame noire sur case noire d8 · Roi noir sur case blanche e8 · Fou noir sur case noire f8 · Tour noire sur case noire h8 · Pion noir sur case noire a7 · Pion noir sur case blanche b7 · Pion noir sur case noire c7 · Pion noir sur case blanche f7 · Pion noir sur case noire g7 · Pion noir sur case blanche h7 · Pion noir sur case blanche d5 · Pion blanc sur case noire e5 · Pion blanc sur case blanche b3 · Cavalier noir sur case noire e3 · Pion blanc sur case blanche h3 · Pion blanc sur case blanche a2 · Pion blanc sur case blanche c2 · Cavalier blanc sur case noire d2 · Pion blanc sur case blanche e2 · Pion blanc sur case noire f2 · Pion blanc sur case blanche g2 · Tour blanche sur case noire a1 · Fou blanc sur case noire c1 · Dame blanche sur case blanche d1 · Roi blanc sur case noire e1 · Fou blanc sur case blanche f1 · Cavalier blanc sur case noire g1 · Tour blanche sur case blanche h1 | Tour noire sur case blanche a8 · Cavalier noir sur case noire b8 · Fou noir sur case blanche c8 · Dame noire sur case noire d8 · Roi noir sur case blanche e8 · Fou noir sur case noire f8 · Tour noire sur case noire h8 · Pion noir sur case noire a7 · Pion noir sur case blanche b7 · Pion noir sur case noire c7 · Pion noir sur case blanche f7 · Pion noir sur case noire g7 · Pion noir sur case blanche h7 · Pion noir sur case blanche d5 · Pion blanc sur case noire e5 · Pion blanc sur case blanche b3 · Cavalier noir sur case noire e3 · Pion blanc sur case blanche h3 · Pion blanc sur case blanche a2 · Pion blanc sur case blanche c2 · Cavalier blanc sur case noire d2 · Pion blanc sur case blanche e2 · Pion blanc sur case noire f2 · Pion blanc sur case blanche g2 · Tour blanche sur case noire a1 · Fou blanc sur case noire c1 · Dame blanche sur case blanche d1 · Roi blanc sur case noire e1 · Fou blanc sur case blanche f1 · Cavalier blanc sur case noire g1 · Tour blanche sur case blanche h1 | Tour noire sur case blanche a8 · Cavalier noir sur case noire b8 · Fou noir sur case blanche c8 · Dame noire sur case noire d8 · Roi noir sur case blanche e8 · Fou noir sur case noire f8 · Tour noire sur case noire h8 · Pion noir sur case noire a7 · Pion noir sur case blanche b7 · Pion noir sur case noire c7 · Pion noir sur case blanche f7 · Pion noir sur case noire g7 · Pion noir sur case blanche h7 · Pion noir sur case blanche d5 · Pion blanc sur case noire e5 · Pion blanc sur case blanche b3 · Cavalier noir sur case noire e3 · Pion blanc sur case blanche h3 · Pion blanc sur case blanche a2 · Pion blanc sur case blanche c2 · Cavalier blanc sur case noire d2 · Pion blanc sur case blanche e2 · Pion blanc sur case noire f2 · Pion blanc sur case blanche g2 · Tour blanche sur case noire a1 · Fou blanc sur case noire c1 · Dame blanche sur case blanche d1 · Roi blanc sur case noire e1 · Fou blanc sur case blanche f1 · Cavalier blanc sur case noire g1 · Tour blanche sur case blanche h1 | Tour noire sur case blanche a8 · Cavalier noir sur case noire b8 · Fou noir sur case blanche c8 · Dame noire sur case noire d8 · Roi noir sur case blanche e8 · Fou noir sur case noire f8 · Tour noire sur case noire h8 · Pion noir sur case noire a7 · Pion noir sur case blanche b7 · Pion noir sur case noire c7 · Pion noir sur case blanche f7 · Pion noir sur case noire g7 · Pion noir sur case blanche h7 · Pion noir sur case blanche d5 · Pion blanc sur case noire e5 · Pion blanc sur case blanche b3 · Cavalier noir sur case noire e3 · Pion blanc sur case blanche h3 · Pion blanc sur case blanche a2 · Pion blanc sur case blanche c2 · Cavalier blanc sur case noire d2 · Pion blanc sur case blanche e2 · Pion blanc sur case noire f2 · Pion blanc sur case blanche g2 · Tour blanche sur case noire a1 · Fou blanc sur case noire c1 · Dame blanche sur case blanche d1 · Roi blanc sur case noire e1 · Fou blanc sur case blanche f1 · Cavalier blanc sur case noire g1 · Tour blanche sur case blanche h1 | Tour noire sur case blanche a8 · Cavalier noir sur case noire b8 · Fou noir sur case blanche c8 · Dame noire sur case noire d8 · Roi noir sur case blanche e8 · Fou noir sur case noire f8 · Tour noire sur case noire h8 · Pion noir sur case noire a7 · Pion noir sur case blanche b7 · Pion noir sur case noire c7 · Pion noir sur case blanche f7 · Pion noir sur case noire g7 · Pion noir sur case blanche h7 · Pion noir sur case blanche d5 · Pion blanc sur case noire e5 · Pion blanc sur case blanche b3 · Cavalier noir sur case noire e3 · Pion blanc sur case blanche h3 · Pion blanc sur case blanche a2 · Pion blanc sur case blanche c2 · Cavalier blanc sur case noire d2 · Pion blanc sur case blanche e2 · Pion blanc sur case noire f2 · Pion blanc sur case blanche g2 · Tour blanche sur case noire a1 · Fou blanc sur case noire c1 · Dame blanche sur case blanche d1 · Roi blanc sur case noire e1 · Fou blanc sur case blanche f1 · Cavalier blanc sur case noire g1 · Tour blanche sur case blanche h1 | 6 |
| 5 | Tour noire sur case blanche a8 · Cavalier noir sur case noire b8 · Fou noir sur case blanche c8 · Dame noire sur case noire d8 · Roi noir sur case blanche e8 · Fou noir sur case noire f8 · Tour noire sur case noire h8 · Pion noir sur case noire a7 · Pion noir sur case blanche b7 · Pion noir sur case noire c7 · Pion noir sur case blanche f7 · Pion noir sur case noire g7 · Pion noir sur case blanche h7 · Pion noir sur case blanche d5 · Pion blanc sur case noire e5 · Pion blanc sur case blanche b3 · Cavalier noir sur case noire e3 · Pion blanc sur case blanche h3 · Pion blanc sur case blanche a2 · Pion blanc sur case blanche c2 · Cavalier blanc sur case noire d2 · Pion blanc sur case blanche e2 · Pion blanc sur case noire f2 · Pion blanc sur case blanche g2 · Tour blanche sur case noire a1 · Fou blanc sur case noire c1 · Dame blanche sur case blanche d1 · Roi blanc sur case noire e1 · Fou blanc sur case blanche f1 · Cavalier blanc sur case noire g1 · Tour blanche sur case blanche h1 | Tour noire sur case blanche a8 · Cavalier noir sur case noire b8 · Fou noir sur case blanche c8 · Dame noire sur case noire d8 · Roi noir sur case blanche e8 · Fou noir sur case noire f8 · Tour noire sur case noire h8 · Pion noir sur case noire a7 · Pion noir sur case blanche b7 · Pion noir sur case noire c7 · Pion noir sur case blanche f7 · Pion noir sur case noire g7 · Pion noir sur case blanche h7 · Pion noir sur case blanche d5 · Pion blanc sur case noire e5 · Pion blanc sur case blanche b3 · Cavalier noir sur case noire e3 · Pion blanc sur case blanche h3 · Pion blanc sur case blanche a2 · Pion blanc sur case blanche c2 · Cavalier blanc sur case noire d2 · Pion blanc sur case blanche e2 · Pion blanc sur case noire f2 · Pion blanc sur case blanche g2 · Tour blanche sur case noire a1 · Fou blanc sur case noire c1 · Dame blanche sur case blanche d1 · Roi blanc sur case noire e1 · Fou blanc sur case blanche f1 · Cavalier blanc sur case noire g1 · Tour blanche sur case blanche h1 | Tour noire sur case blanche a8 · Cavalier noir sur case noire b8 · Fou noir sur case blanche c8 · Dame noire sur case noire d8 · Roi noir sur case blanche e8 · Fou noir sur case noire f8 · Tour noire sur case noire h8 · Pion noir sur case noire a7 · Pion noir sur case blanche b7 · Pion noir sur case noire c7 · Pion noir sur case blanche f7 · Pion noir sur case noire g7 · Pion noir sur case blanche h7 · Pion noir sur case blanche d5 · Pion blanc sur case noire e5 · Pion blanc sur case blanche b3 · Cavalier noir sur case noire e3 · Pion blanc sur case blanche h3 · Pion blanc sur case blanche a2 · Pion blanc sur case blanche c2 · Cavalier blanc sur case noire d2 · Pion blanc sur case blanche e2 · Pion blanc sur case noire f2 · Pion blanc sur case blanche g2 · Tour blanche sur case noire a1 · Fou blanc sur case noire c1 · Dame blanche sur case blanche d1 · Roi blanc sur case noire e1 · Fou blanc sur case blanche f1 · Cavalier blanc sur case noire g1 · Tour blanche sur case blanche h1 | Tour noire sur case blanche a8 · Cavalier noir sur case noire b8 · Fou noir sur case blanche c8 · Dame noire sur case noire d8 · Roi noir sur case blanche e8 · Fou noir sur case noire f8 · Tour noire sur case noire h8 · Pion noir sur case noire a7 · Pion noir sur case blanche b7 · Pion noir sur case noire c7 · Pion noir sur case blanche f7 · Pion noir sur case noire g7 · Pion noir sur case blanche h7 · Pion noir sur case blanche d5 · Pion blanc sur case noire e5 · Pion blanc sur case blanche b3 · Cavalier noir sur case noire e3 · Pion blanc sur case blanche h3 · Pion blanc sur case blanche a2 · Pion blanc sur case blanche c2 · Cavalier blanc sur case noire d2 · Pion blanc sur case blanche e2 · Pion blanc sur case noire f2 · Pion blanc sur case blanche g2 · Tour blanche sur case noire a1 · Fou blanc sur case noire c1 · Dame blanche sur case blanche d1 · Roi blanc sur case noire e1 · Fou blanc sur case blanche f1 · Cavalier blanc sur case noire g1 · Tour blanche sur case blanche h1 | Tour noire sur case blanche a8 · Cavalier noir sur case noire b8 · Fou noir sur case blanche c8 · Dame noire sur case noire d8 · Roi noir sur case blanche e8 · Fou noir sur case noire f8 · Tour noire sur case noire h8 · Pion noir sur case noire a7 · Pion noir sur case blanche b7 · Pion noir sur case noire c7 · Pion noir sur case blanche f7 · Pion noir sur case noire g7 · Pion noir sur case blanche h7 · Pion noir sur case blanche d5 · Pion blanc sur case noire e5 · Pion blanc sur case blanche b3 · Cavalier noir sur case noire e3 · Pion blanc sur case blanche h3 · Pion blanc sur case blanche a2 · Pion blanc sur case blanche c2 · Cavalier blanc sur case noire d2 · Pion blanc sur case blanche e2 · Pion blanc sur case noire f2 · Pion blanc sur case blanche g2 · Tour blanche sur case noire a1 · Fou blanc sur case noire c1 · Dame blanche sur case blanche d1 · Roi blanc sur case noire e1 · Fou blanc sur case blanche f1 · Cavalier blanc sur case noire g1 · Tour blanche sur case blanche h1 | Tour noire sur case blanche a8 · Cavalier noir sur case noire b8 · Fou noir sur case blanche c8 · Dame noire sur case noire d8 · Roi noir sur case blanche e8 · Fou noir sur case noire f8 · Tour noire sur case noire h8 · Pion noir sur case noire a7 · Pion noir sur case blanche b7 · Pion noir sur case noire c7 · Pion noir sur case blanche f7 · Pion noir sur case noire g7 · Pion noir sur case blanche h7 · Pion noir sur case blanche d5 · Pion blanc sur case noire e5 · Pion blanc sur case blanche b3 · Cavalier noir sur case noire e3 · Pion blanc sur case blanche h3 · Pion blanc sur case blanche a2 · Pion blanc sur case blanche c2 · Cavalier blanc sur case noire d2 · Pion blanc sur case blanche e2 · Pion blanc sur case noire f2 · Pion blanc sur case blanche g2 · Tour blanche sur case noire a1 · Fou blanc sur case noire c1 · Dame blanche sur case blanche d1 · Roi blanc sur case noire e1 · Fou blanc sur case blanche f1 · Cavalier blanc sur case noire g1 · Tour blanche sur case blanche h1 | Tour noire sur case blanche a8 · Cavalier noir sur case noire b8 · Fou noir sur case blanche c8 · Dame noire sur case noire d8 · Roi noir sur case blanche e8 · Fou noir sur case noire f8 · Tour noire sur case noire h8 · Pion noir sur case noire a7 · Pion noir sur case blanche b7 · Pion noir sur case noire c7 · Pion noir sur case blanche f7 · Pion noir sur case noire g7 · Pion noir sur case blanche h7 · Pion noir sur case blanche d5 · Pion blanc sur case noire e5 · Pion blanc sur case blanche b3 · Cavalier noir sur case noire e3 · Pion blanc sur case blanche h3 · Pion blanc sur case blanche a2 · Pion blanc sur case blanche c2 · Cavalier blanc sur case noire d2 · Pion blanc sur case blanche e2 · Pion blanc sur case noire f2 · Pion blanc sur case blanche g2 · Tour blanche sur case noire a1 · Fou blanc sur case noire c1 · Dame blanche sur case blanche d1 · Roi blanc sur case noire e1 · Fou blanc sur case blanche f1 · Cavalier blanc sur case noire g1 · Tour blanche sur case blanche h1 | Tour noire sur case blanche a8 · Cavalier noir sur case noire b8 · Fou noir sur case blanche c8 · Dame noire sur case noire d8 · Roi noir sur case blanche e8 · Fou noir sur case noire f8 · Tour noire sur case noire h8 · Pion noir sur case noire a7 · Pion noir sur case blanche b7 · Pion noir sur case noire c7 · Pion noir sur case blanche f7 · Pion noir sur case noire g7 · Pion noir sur case blanche h7 · Pion noir sur case blanche d5 · Pion blanc sur case noire e5 · Pion blanc sur case blanche b3 · Cavalier noir sur case noire e3 · Pion blanc sur case blanche h3 · Pion blanc sur case blanche a2 · Pion blanc sur case blanche c2 · Cavalier blanc sur case noire d2 · Pion blanc sur case blanche e2 · Pion blanc sur case noire f2 · Pion blanc sur case blanche g2 · Tour blanche sur case noire a1 · Fou blanc sur case noire c1 · Dame blanche sur case blanche d1 · Roi blanc sur case noire e1 · Fou blanc sur case blanche f1 · Cavalier blanc sur case noire g1 · Tour blanche sur case blanche h1 | 5 |
| 4 | Tour noire sur case blanche a8 · Cavalier noir sur case noire b8 · Fou noir sur case blanche c8 · Dame noire sur case noire d8 · Roi noir sur case blanche e8 · Fou noir sur case noire f8 · Tour noire sur case noire h8 · Pion noir sur case noire a7 · Pion noir sur case blanche b7 · Pion noir sur case noire c7 · Pion noir sur case blanche f7 · Pion noir sur case noire g7 · Pion noir sur case blanche h7 · Pion noir sur case blanche d5 · Pion blanc sur case noire e5 · Pion blanc sur case blanche b3 · Cavalier noir sur case noire e3 · Pion blanc sur case blanche h3 · Pion blanc sur case blanche a2 · Pion blanc sur case blanche c2 · Cavalier blanc sur case noire d2 · Pion blanc sur case blanche e2 · Pion blanc sur case noire f2 · Pion blanc sur case blanche g2 · Tour blanche sur case noire a1 · Fou blanc sur case noire c1 · Dame blanche sur case blanche d1 · Roi blanc sur case noire e1 · Fou blanc sur case blanche f1 · Cavalier blanc sur case noire g1 · Tour blanche sur case blanche h1 | Tour noire sur case blanche a8 · Cavalier noir sur case noire b8 · Fou noir sur case blanche c8 · Dame noire sur case noire d8 · Roi noir sur case blanche e8 · Fou noir sur case noire f8 · Tour noire sur case noire h8 · Pion noir sur case noire a7 · Pion noir sur case blanche b7 · Pion noir sur case noire c7 · Pion noir sur case blanche f7 · Pion noir sur case noire g7 · Pion noir sur case blanche h7 · Pion noir sur case blanche d5 · Pion blanc sur case noire e5 · Pion blanc sur case blanche b3 · Cavalier noir sur case noire e3 · Pion blanc sur case blanche h3 · Pion blanc sur case blanche a2 · Pion blanc sur case blanche c2 · Cavalier blanc sur case noire d2 · Pion blanc sur case blanche e2 · Pion blanc sur case noire f2 · Pion blanc sur case blanche g2 · Tour blanche sur case noire a1 · Fou blanc sur case noire c1 · Dame blanche sur case blanche d1 · Roi blanc sur case noire e1 · Fou blanc sur case blanche f1 · Cavalier blanc sur case noire g1 · Tour blanche sur case blanche h1 | Tour noire sur case blanche a8 · Cavalier noir sur case noire b8 · Fou noir sur case blanche c8 · Dame noire sur case noire d8 · Roi noir sur case blanche e8 · Fou noir sur case noire f8 · Tour noire sur case noire h8 · Pion noir sur case noire a7 · Pion noir sur case blanche b7 · Pion noir sur case noire c7 · Pion noir sur case blanche f7 · Pion noir sur case noire g7 · Pion noir sur case blanche h7 · Pion noir sur case blanche d5 · Pion blanc sur case noire e5 · Pion blanc sur case blanche b3 · Cavalier noir sur case noire e3 · Pion blanc sur case blanche h3 · Pion blanc sur case blanche a2 · Pion blanc sur case blanche c2 · Cavalier blanc sur case noire d2 · Pion blanc sur case blanche e2 · Pion blanc sur case noire f2 · Pion blanc sur case blanche g2 · Tour blanche sur case noire a1 · Fou blanc sur case noire c1 · Dame blanche sur case blanche d1 · Roi blanc sur case noire e1 · Fou blanc sur case blanche f1 · Cavalier blanc sur case noire g1 · Tour blanche sur case blanche h1 | Tour noire sur case blanche a8 · Cavalier noir sur case noire b8 · Fou noir sur case blanche c8 · Dame noire sur case noire d8 · Roi noir sur case blanche e8 · Fou noir sur case noire f8 · Tour noire sur case noire h8 · Pion noir sur case noire a7 · Pion noir sur case blanche b7 · Pion noir sur case noire c7 · Pion noir sur case blanche f7 · Pion noir sur case noire g7 · Pion noir sur case blanche h7 · Pion noir sur case blanche d5 · Pion blanc sur case noire e5 · Pion blanc sur case blanche b3 · Cavalier noir sur case noire e3 · Pion blanc sur case blanche h3 · Pion blanc sur case blanche a2 · Pion blanc sur case blanche c2 · Cavalier blanc sur case noire d2 · Pion blanc sur case blanche e2 · Pion blanc sur case noire f2 · Pion blanc sur case blanche g2 · Tour blanche sur case noire a1 · Fou blanc sur case noire c1 · Dame blanche sur case blanche d1 · Roi blanc sur case noire e1 · Fou blanc sur case blanche f1 · Cavalier blanc sur case noire g1 · Tour blanche sur case blanche h1 | Tour noire sur case blanche a8 · Cavalier noir sur case noire b8 · Fou noir sur case blanche c8 · Dame noire sur case noire d8 · Roi noir sur case blanche e8 · Fou noir sur case noire f8 · Tour noire sur case noire h8 · Pion noir sur case noire a7 · Pion noir sur case blanche b7 · Pion noir sur case noire c7 · Pion noir sur case blanche f7 · Pion noir sur case noire g7 · Pion noir sur case blanche h7 · Pion noir sur case blanche d5 · Pion blanc sur case noire e5 · Pion blanc sur case blanche b3 · Cavalier noir sur case noire e3 · Pion blanc sur case blanche h3 · Pion blanc sur case blanche a2 · Pion blanc sur case blanche c2 · Cavalier blanc sur case noire d2 · Pion blanc sur case blanche e2 · Pion blanc sur case noire f2 · Pion blanc sur case blanche g2 · Tour blanche sur case noire a1 · Fou blanc sur case noire c1 · Dame blanche sur case blanche d1 · Roi blanc sur case noire e1 · Fou blanc sur case blanche f1 · Cavalier blanc sur case noire g1 · Tour blanche sur case blanche h1 | Tour noire sur case blanche a8 · Cavalier noir sur case noire b8 · Fou noir sur case blanche c8 · Dame noire sur case noire d8 · Roi noir sur case blanche e8 · Fou noir sur case noire f8 · Tour noire sur case noire h8 · Pion noir sur case noire a7 · Pion noir sur case blanche b7 · Pion noir sur case noire c7 · Pion noir sur case blanche f7 · Pion noir sur case noire g7 · Pion noir sur case blanche h7 · Pion noir sur case blanche d5 · Pion blanc sur case noire e5 · Pion blanc sur case blanche b3 · Cavalier noir sur case noire e3 · Pion blanc sur case blanche h3 · Pion blanc sur case blanche a2 · Pion blanc sur case blanche c2 · Cavalier blanc sur case noire d2 · Pion blanc sur case blanche e2 · Pion blanc sur case noire f2 · Pion blanc sur case blanche g2 · Tour blanche sur case noire a1 · Fou blanc sur case noire c1 · Dame blanche sur case blanche d1 · Roi blanc sur case noire e1 · Fou blanc sur case blanche f1 · Cavalier blanc sur case noire g1 · Tour blanche sur case blanche h1 | Tour noire sur case blanche a8 · Cavalier noir sur case noire b8 · Fou noir sur case blanche c8 · Dame noire sur case noire d8 · Roi noir sur case blanche e8 · Fou noir sur case noire f8 · Tour noire sur case noire h8 · Pion noir sur case noire a7 · Pion noir sur case blanche b7 · Pion noir sur case noire c7 · Pion noir sur case blanche f7 · Pion noir sur case noire g7 · Pion noir sur case blanche h7 · Pion noir sur case blanche d5 · Pion blanc sur case noire e5 · Pion blanc sur case blanche b3 · Cavalier noir sur case noire e3 · Pion blanc sur case blanche h3 · Pion blanc sur case blanche a2 · Pion blanc sur case blanche c2 · Cavalier blanc sur case noire d2 · Pion blanc sur case blanche e2 · Pion blanc sur case noire f2 · Pion blanc sur case blanche g2 · Tour blanche sur case noire a1 · Fou blanc sur case noire c1 · Dame blanche sur case blanche d1 · Roi blanc sur case noire e1 · Fou blanc sur case blanche f1 · Cavalier blanc sur case noire g1 · Tour blanche sur case blanche h1 | Tour noire sur case blanche a8 · Cavalier noir sur case noire b8 · Fou noir sur case blanche c8 · Dame noire sur case noire d8 · Roi noir sur case blanche e8 · Fou noir sur case noire f8 · Tour noire sur case noire h8 · Pion noir sur case noire a7 · Pion noir sur case blanche b7 · Pion noir sur case noire c7 · Pion noir sur case blanche f7 · Pion noir sur case noire g7 · Pion noir sur case blanche h7 · Pion noir sur case blanche d5 · Pion blanc sur case noire e5 · Pion blanc sur case blanche b3 · Cavalier noir sur case noire e3 · Pion blanc sur case blanche h3 · Pion blanc sur case blanche a2 · Pion blanc sur case blanche c2 · Cavalier blanc sur case noire d2 · Pion blanc sur case blanche e2 · Pion blanc sur case noire f2 · Pion blanc sur case blanche g2 · Tour blanche sur case noire a1 · Fou blanc sur case noire c1 · Dame blanche sur case blanche d1 · Roi blanc sur case noire e1 · Fou blanc sur case blanche f1 · Cavalier blanc sur case noire g1 · Tour blanche sur case blanche h1 | 4 |
| 3 | Tour noire sur case blanche a8 · Cavalier noir sur case noire b8 · Fou noir sur case blanche c8 · Dame noire sur case noire d8 · Roi noir sur case blanche e8 · Fou noir sur case noire f8 · Tour noire sur case noire h8 · Pion noir sur case noire a7 · Pion noir sur case blanche b7 · Pion noir sur case noire c7 · Pion noir sur case blanche f7 · Pion noir sur case noire g7 · Pion noir sur case blanche h7 · Pion noir sur case blanche d5 · Pion blanc sur case noire e5 · Pion blanc sur case blanche b3 · Cavalier noir sur case noire e3 · Pion blanc sur case blanche h3 · Pion blanc sur case blanche a2 · Pion blanc sur case blanche c2 · Cavalier blanc sur case noire d2 · Pion blanc sur case blanche e2 · Pion blanc sur case noire f2 · Pion blanc sur case blanche g2 · Tour blanche sur case noire a1 · Fou blanc sur case noire c1 · Dame blanche sur case blanche d1 · Roi blanc sur case noire e1 · Fou blanc sur case blanche f1 · Cavalier blanc sur case noire g1 · Tour blanche sur case blanche h1 | Tour noire sur case blanche a8 · Cavalier noir sur case noire b8 · Fou noir sur case blanche c8 · Dame noire sur case noire d8 · Roi noir sur case blanche e8 · Fou noir sur case noire f8 · Tour noire sur case noire h8 · Pion noir sur case noire a7 · Pion noir sur case blanche b7 · Pion noir sur case noire c7 · Pion noir sur case blanche f7 · Pion noir sur case noire g7 · Pion noir sur case blanche h7 · Pion noir sur case blanche d5 · Pion blanc sur case noire e5 · Pion blanc sur case blanche b3 · Cavalier noir sur case noire e3 · Pion blanc sur case blanche h3 · Pion blanc sur case blanche a2 · Pion blanc sur case blanche c2 · Cavalier blanc sur case noire d2 · Pion blanc sur case blanche e2 · Pion blanc sur case noire f2 · Pion blanc sur case blanche g2 · Tour blanche sur case noire a1 · Fou blanc sur case noire c1 · Dame blanche sur case blanche d1 · Roi blanc sur case noire e1 · Fou blanc sur case blanche f1 · Cavalier blanc sur case noire g1 · Tour blanche sur case blanche h1 | Tour noire sur case blanche a8 · Cavalier noir sur case noire b8 · Fou noir sur case blanche c8 · Dame noire sur case noire d8 · Roi noir sur case blanche e8 · Fou noir sur case noire f8 · Tour noire sur case noire h8 · Pion noir sur case noire a7 · Pion noir sur case blanche b7 · Pion noir sur case noire c7 · Pion noir sur case blanche f7 · Pion noir sur case noire g7 · Pion noir sur case blanche h7 · Pion noir sur case blanche d5 · Pion blanc sur case noire e5 · Pion blanc sur case blanche b3 · Cavalier noir sur case noire e3 · Pion blanc sur case blanche h3 · Pion blanc sur case blanche a2 · Pion blanc sur case blanche c2 · Cavalier blanc sur case noire d2 · Pion blanc sur case blanche e2 · Pion blanc sur case noire f2 · Pion blanc sur case blanche g2 · Tour blanche sur case noire a1 · Fou blanc sur case noire c1 · Dame blanche sur case blanche d1 · Roi blanc sur case noire e1 · Fou blanc sur case blanche f1 · Cavalier blanc sur case noire g1 · Tour blanche sur case blanche h1 | Tour noire sur case blanche a8 · Cavalier noir sur case noire b8 · Fou noir sur case blanche c8 · Dame noire sur case noire d8 · Roi noir sur case blanche e8 · Fou noir sur case noire f8 · Tour noire sur case noire h8 · Pion noir sur case noire a7 · Pion noir sur case blanche b7 · Pion noir sur case noire c7 · Pion noir sur case blanche f7 · Pion noir sur case noire g7 · Pion noir sur case blanche h7 · Pion noir sur case blanche d5 · Pion blanc sur case noire e5 · Pion blanc sur case blanche b3 · Cavalier noir sur case noire e3 · Pion blanc sur case blanche h3 · Pion blanc sur case blanche a2 · Pion blanc sur case blanche c2 · Cavalier blanc sur case noire d2 · Pion blanc sur case blanche e2 · Pion blanc sur case noire f2 · Pion blanc sur case blanche g2 · Tour blanche sur case noire a1 · Fou blanc sur case noire c1 · Dame blanche sur case blanche d1 · Roi blanc sur case noire e1 · Fou blanc sur case blanche f1 · Cavalier blanc sur case noire g1 · Tour blanche sur case blanche h1 | Tour noire sur case blanche a8 · Cavalier noir sur case noire b8 · Fou noir sur case blanche c8 · Dame noire sur case noire d8 · Roi noir sur case blanche e8 · Fou noir sur case noire f8 · Tour noire sur case noire h8 · Pion noir sur case noire a7 · Pion noir sur case blanche b7 · Pion noir sur case noire c7 · Pion noir sur case blanche f7 · Pion noir sur case noire g7 · Pion noir sur case blanche h7 · Pion noir sur case blanche d5 · Pion blanc sur case noire e5 · Pion blanc sur case blanche b3 · Cavalier noir sur case noire e3 · Pion blanc sur case blanche h3 · Pion blanc sur case blanche a2 · Pion blanc sur case blanche c2 · Cavalier blanc sur case noire d2 · Pion blanc sur case blanche e2 · Pion blanc sur case noire f2 · Pion blanc sur case blanche g2 · Tour blanche sur case noire a1 · Fou blanc sur case noire c1 · Dame blanche sur case blanche d1 · Roi blanc sur case noire e1 · Fou blanc sur case blanche f1 · Cavalier blanc sur case noire g1 · Tour blanche sur case blanche h1 | Tour noire sur case blanche a8 · Cavalier noir sur case noire b8 · Fou noir sur case blanche c8 · Dame noire sur case noire d8 · Roi noir sur case blanche e8 · Fou noir sur case noire f8 · Tour noire sur case noire h8 · Pion noir sur case noire a7 · Pion noir sur case blanche b7 · Pion noir sur case noire c7 · Pion noir sur case blanche f7 · Pion noir sur case noire g7 · Pion noir sur case blanche h7 · Pion noir sur case blanche d5 · Pion blanc sur case noire e5 · Pion blanc sur case blanche b3 · Cavalier noir sur case noire e3 · Pion blanc sur case blanche h3 · Pion blanc sur case blanche a2 · Pion blanc sur case blanche c2 · Cavalier blanc sur case noire d2 · Pion blanc sur case blanche e2 · Pion blanc sur case noire f2 · Pion blanc sur case blanche g2 · Tour blanche sur case noire a1 · Fou blanc sur case noire c1 · Dame blanche sur case blanche d1 · Roi blanc sur case noire e1 · Fou blanc sur case blanche f1 · Cavalier blanc sur case noire g1 · Tour blanche sur case blanche h1 | Tour noire sur case blanche a8 · Cavalier noir sur case noire b8 · Fou noir sur case blanche c8 · Dame noire sur case noire d8 · Roi noir sur case blanche e8 · Fou noir sur case noire f8 · Tour noire sur case noire h8 · Pion noir sur case noire a7 · Pion noir sur case blanche b7 · Pion noir sur case noire c7 · Pion noir sur case blanche f7 · Pion noir sur case noire g7 · Pion noir sur case blanche h7 · Pion noir sur case blanche d5 · Pion blanc sur case noire e5 · Pion blanc sur case blanche b3 · Cavalier noir sur case noire e3 · Pion blanc sur case blanche h3 · Pion blanc sur case blanche a2 · Pion blanc sur case blanche c2 · Cavalier blanc sur case noire d2 · Pion blanc sur case blanche e2 · Pion blanc sur case noire f2 · Pion blanc sur case blanche g2 · Tour blanche sur case noire a1 · Fou blanc sur case noire c1 · Dame blanche sur case blanche d1 · Roi blanc sur case noire e1 · Fou blanc sur case blanche f1 · Cavalier blanc sur case noire g1 · Tour blanche sur case blanche h1 | Tour noire sur case blanche a8 · Cavalier noir sur case noire b8 · Fou noir sur case blanche c8 · Dame noire sur case noire d8 · Roi noir sur case blanche e8 · Fou noir sur case noire f8 · Tour noire sur case noire h8 · Pion noir sur case noire a7 · Pion noir sur case blanche b7 · Pion noir sur case noire c7 · Pion noir sur case blanche f7 · Pion noir sur case noire g7 · Pion noir sur case blanche h7 · Pion noir sur case blanche d5 · Pion blanc sur case noire e5 · Pion blanc sur case blanche b3 · Cavalier noir sur case noire e3 · Pion blanc sur case blanche h3 · Pion blanc sur case blanche a2 · Pion blanc sur case blanche c2 · Cavalier blanc sur case noire d2 · Pion blanc sur case blanche e2 · Pion blanc sur case noire f2 · Pion blanc sur case blanche g2 · Tour blanche sur case noire a1 · Fou blanc sur case noire c1 · Dame blanche sur case blanche d1 · Roi blanc sur case noire e1 · Fou blanc sur case blanche f1 · Cavalier blanc sur case noire g1 · Tour blanche sur case blanche h1 | 3 |
| 2 | Tour noire sur case blanche a8 · Cavalier noir sur case noire b8 · Fou noir sur case blanche c8 · Dame noire sur case noire d8 · Roi noir sur case blanche e8 · Fou noir sur case noire f8 · Tour noire sur case noire h8 · Pion noir sur case noire a7 · Pion noir sur case blanche b7 · Pion noir sur case noire c7 · Pion noir sur case blanche f7 · Pion noir sur case noire g7 · Pion noir sur case blanche h7 · Pion noir sur case blanche d5 · Pion blanc sur case noire e5 · Pion blanc sur case blanche b3 · Cavalier noir sur case noire e3 · Pion blanc sur case blanche h3 · Pion blanc sur case blanche a2 · Pion blanc sur case blanche c2 · Cavalier blanc sur case noire d2 · Pion blanc sur case blanche e2 · Pion blanc sur case noire f2 · Pion blanc sur case blanche g2 · Tour blanche sur case noire a1 · Fou blanc sur case noire c1 · Dame blanche sur case blanche d1 · Roi blanc sur case noire e1 · Fou blanc sur case blanche f1 · Cavalier blanc sur case noire g1 · Tour blanche sur case blanche h1 | Tour noire sur case blanche a8 · Cavalier noir sur case noire b8 · Fou noir sur case blanche c8 · Dame noire sur case noire d8 · Roi noir sur case blanche e8 · Fou noir sur case noire f8 · Tour noire sur case noire h8 · Pion noir sur case noire a7 · Pion noir sur case blanche b7 · Pion noir sur case noire c7 · Pion noir sur case blanche f7 · Pion noir sur case noire g7 · Pion noir sur case blanche h7 · Pion noir sur case blanche d5 · Pion blanc sur case noire e5 · Pion blanc sur case blanche b3 · Cavalier noir sur case noire e3 · Pion blanc sur case blanche h3 · Pion blanc sur case blanche a2 · Pion blanc sur case blanche c2 · Cavalier blanc sur case noire d2 · Pion blanc sur case blanche e2 · Pion blanc sur case noire f2 · Pion blanc sur case blanche g2 · Tour blanche sur case noire a1 · Fou blanc sur case noire c1 · Dame blanche sur case blanche d1 · Roi blanc sur case noire e1 · Fou blanc sur case blanche f1 · Cavalier blanc sur case noire g1 · Tour blanche sur case blanche h1 | Tour noire sur case blanche a8 · Cavalier noir sur case noire b8 · Fou noir sur case blanche c8 · Dame noire sur case noire d8 · Roi noir sur case blanche e8 · Fou noir sur case noire f8 · Tour noire sur case noire h8 · Pion noir sur case noire a7 · Pion noir sur case blanche b7 · Pion noir sur case noire c7 · Pion noir sur case blanche f7 · Pion noir sur case noire g7 · Pion noir sur case blanche h7 · Pion noir sur case blanche d5 · Pion blanc sur case noire e5 · Pion blanc sur case blanche b3 · Cavalier noir sur case noire e3 · Pion blanc sur case blanche h3 · Pion blanc sur case blanche a2 · Pion blanc sur case blanche c2 · Cavalier blanc sur case noire d2 · Pion blanc sur case blanche e2 · Pion blanc sur case noire f2 · Pion blanc sur case blanche g2 · Tour blanche sur case noire a1 · Fou blanc sur case noire c1 · Dame blanche sur case blanche d1 · Roi blanc sur case noire e1 · Fou blanc sur case blanche f1 · Cavalier blanc sur case noire g1 · Tour blanche sur case blanche h1 | Tour noire sur case blanche a8 · Cavalier noir sur case noire b8 · Fou noir sur case blanche c8 · Dame noire sur case noire d8 · Roi noir sur case blanche e8 · Fou noir sur case noire f8 · Tour noire sur case noire h8 · Pion noir sur case noire a7 · Pion noir sur case blanche b7 · Pion noir sur case noire c7 · Pion noir sur case blanche f7 · Pion noir sur case noire g7 · Pion noir sur case blanche h7 · Pion noir sur case blanche d5 · Pion blanc sur case noire e5 · Pion blanc sur case blanche b3 · Cavalier noir sur case noire e3 · Pion blanc sur case blanche h3 · Pion blanc sur case blanche a2 · Pion blanc sur case blanche c2 · Cavalier blanc sur case noire d2 · Pion blanc sur case blanche e2 · Pion blanc sur case noire f2 · Pion blanc sur case blanche g2 · Tour blanche sur case noire a1 · Fou blanc sur case noire c1 · Dame blanche sur case blanche d1 · Roi blanc sur case noire e1 · Fou blanc sur case blanche f1 · Cavalier blanc sur case noire g1 · Tour blanche sur case blanche h1 | Tour noire sur case blanche a8 · Cavalier noir sur case noire b8 · Fou noir sur case blanche c8 · Dame noire sur case noire d8 · Roi noir sur case blanche e8 · Fou noir sur case noire f8 · Tour noire sur case noire h8 · Pion noir sur case noire a7 · Pion noir sur case blanche b7 · Pion noir sur case noire c7 · Pion noir sur case blanche f7 · Pion noir sur case noire g7 · Pion noir sur case blanche h7 · Pion noir sur case blanche d5 · Pion blanc sur case noire e5 · Pion blanc sur case blanche b3 · Cavalier noir sur case noire e3 · Pion blanc sur case blanche h3 · Pion blanc sur case blanche a2 · Pion blanc sur case blanche c2 · Cavalier blanc sur case noire d2 · Pion blanc sur case blanche e2 · Pion blanc sur case noire f2 · Pion blanc sur case blanche g2 · Tour blanche sur case noire a1 · Fou blanc sur case noire c1 · Dame blanche sur case blanche d1 · Roi blanc sur case noire e1 · Fou blanc sur case blanche f1 · Cavalier blanc sur case noire g1 · Tour blanche sur case blanche h1 | Tour noire sur case blanche a8 · Cavalier noir sur case noire b8 · Fou noir sur case blanche c8 · Dame noire sur case noire d8 · Roi noir sur case blanche e8 · Fou noir sur case noire f8 · Tour noire sur case noire h8 · Pion noir sur case noire a7 · Pion noir sur case blanche b7 · Pion noir sur case noire c7 · Pion noir sur case blanche f7 · Pion noir sur case noire g7 · Pion noir sur case blanche h7 · Pion noir sur case blanche d5 · Pion blanc sur case noire e5 · Pion blanc sur case blanche b3 · Cavalier noir sur case noire e3 · Pion blanc sur case blanche h3 · Pion blanc sur case blanche a2 · Pion blanc sur case blanche c2 · Cavalier blanc sur case noire d2 · Pion blanc sur case blanche e2 · Pion blanc sur case noire f2 · Pion blanc sur case blanche g2 · Tour blanche sur case noire a1 · Fou blanc sur case noire c1 · Dame blanche sur case blanche d1 · Roi blanc sur case noire e1 · Fou blanc sur case blanche f1 · Cavalier blanc sur case noire g1 · Tour blanche sur case blanche h1 | Tour noire sur case blanche a8 · Cavalier noir sur case noire b8 · Fou noir sur case blanche c8 · Dame noire sur case noire d8 · Roi noir sur case blanche e8 · Fou noir sur case noire f8 · Tour noire sur case noire h8 · Pion noir sur case noire a7 · Pion noir sur case blanche b7 · Pion noir sur case noire c7 · Pion noir sur case blanche f7 · Pion noir sur case noire g7 · Pion noir sur case blanche h7 · Pion noir sur case blanche d5 · Pion blanc sur case noire e5 · Pion blanc sur case blanche b3 · Cavalier noir sur case noire e3 · Pion blanc sur case blanche h3 · Pion blanc sur case blanche a2 · Pion blanc sur case blanche c2 · Cavalier blanc sur case noire d2 · Pion blanc sur case blanche e2 · Pion blanc sur case noire f2 · Pion blanc sur case blanche g2 · Tour blanche sur case noire a1 · Fou blanc sur case noire c1 · Dame blanche sur case blanche d1 · Roi blanc sur case noire e1 · Fou blanc sur case blanche f1 · Cavalier blanc sur case noire g1 · Tour blanche sur case blanche h1 | Tour noire sur case blanche a8 · Cavalier noir sur case noire b8 · Fou noir sur case blanche c8 · Dame noire sur case noire d8 · Roi noir sur case blanche e8 · Fou noir sur case noire f8 · Tour noire sur case noire h8 · Pion noir sur case noire a7 · Pion noir sur case blanche b7 · Pion noir sur case noire c7 · Pion noir sur case blanche f7 · Pion noir sur case noire g7 · Pion noir sur case blanche h7 · Pion noir sur case blanche d5 · Pion blanc sur case noire e5 · Pion blanc sur case blanche b3 · Cavalier noir sur case noire e3 · Pion blanc sur case blanche h3 · Pion blanc sur case blanche a2 · Pion blanc sur case blanche c2 · Cavalier blanc sur case noire d2 · Pion blanc sur case blanche e2 · Pion blanc sur case noire f2 · Pion blanc sur case blanche g2 · Tour blanche sur case noire a1 · Fou blanc sur case noire c1 · Dame blanche sur case blanche d1 · Roi blanc sur case noire e1 · Fou blanc sur case blanche f1 · Cavalier blanc sur case noire g1 · Tour blanche sur case blanche h1 | 2 |
| 1 | Tour noire sur case blanche a8 · Cavalier noir sur case noire b8 · Fou noir sur case blanche c8 · Dame noire sur case noire d8 · Roi noir sur case blanche e8 · Fou noir sur case noire f8 · Tour noire sur case noire h8 · Pion noir sur case noire a7 · Pion noir sur case blanche b7 · Pion noir sur case noire c7 · Pion noir sur case blanche f7 · Pion noir sur case noire g7 · Pion noir sur case blanche h7 · Pion noir sur case blanche d5 · Pion blanc sur case noire e5 · Pion blanc sur case blanche b3 · Cavalier noir sur case noire e3 · Pion blanc sur case blanche h3 · Pion blanc sur case blanche a2 · Pion blanc sur case blanche c2 · Cavalier blanc sur case noire d2 · Pion blanc sur case blanche e2 · Pion blanc sur case noire f2 · Pion blanc sur case blanche g2 · Tour blanche sur case noire a1 · Fou blanc sur case noire c1 · Dame blanche sur case blanche d1 · Roi blanc sur case noire e1 · Fou blanc sur case blanche f1 · Cavalier blanc sur case noire g1 · Tour blanche sur case blanche h1 | Tour noire sur case blanche a8 · Cavalier noir sur case noire b8 · Fou noir sur case blanche c8 · Dame noire sur case noire d8 · Roi noir sur case blanche e8 · Fou noir sur case noire f8 · Tour noire sur case noire h8 · Pion noir sur case noire a7 · Pion noir sur case blanche b7 · Pion noir sur case noire c7 · Pion noir sur case blanche f7 · Pion noir sur case noire g7 · Pion noir sur case blanche h7 · Pion noir sur case blanche d5 · Pion blanc sur case noire e5 · Pion blanc sur case blanche b3 · Cavalier noir sur case noire e3 · Pion blanc sur case blanche h3 · Pion blanc sur case blanche a2 · Pion blanc sur case blanche c2 · Cavalier blanc sur case noire d2 · Pion blanc sur case blanche e2 · Pion blanc sur case noire f2 · Pion blanc sur case blanche g2 · Tour blanche sur case noire a1 · Fou blanc sur case noire c1 · Dame blanche sur case blanche d1 · Roi blanc sur case noire e1 · Fou blanc sur case blanche f1 · Cavalier blanc sur case noire g1 · Tour blanche sur case blanche h1 | Tour noire sur case blanche a8 · Cavalier noir sur case noire b8 · Fou noir sur case blanche c8 · Dame noire sur case noire d8 · Roi noir sur case blanche e8 · Fou noir sur case noire f8 · Tour noire sur case noire h8 · Pion noir sur case noire a7 · Pion noir sur case blanche b7 · Pion noir sur case noire c7 · Pion noir sur case blanche f7 · Pion noir sur case noire g7 · Pion noir sur case blanche h7 · Pion noir sur case blanche d5 · Pion blanc sur case noire e5 · Pion blanc sur case blanche b3 · Cavalier noir sur case noire e3 · Pion blanc sur case blanche h3 · Pion blanc sur case blanche a2 · Pion blanc sur case blanche c2 · Cavalier blanc sur case noire d2 · Pion blanc sur case blanche e2 · Pion blanc sur case noire f2 · Pion blanc sur case blanche g2 · Tour blanche sur case noire a1 · Fou blanc sur case noire c1 · Dame blanche sur case blanche d1 · Roi blanc sur case noire e1 · Fou blanc sur case blanche f1 · Cavalier blanc sur case noire g1 · Tour blanche sur case blanche h1 | Tour noire sur case blanche a8 · Cavalier noir sur case noire b8 · Fou noir sur case blanche c8 · Dame noire sur case noire d8 · Roi noir sur case blanche e8 · Fou noir sur case noire f8 · Tour noire sur case noire h8 · Pion noir sur case noire a7 · Pion noir sur case blanche b7 · Pion noir sur case noire c7 · Pion noir sur case blanche f7 · Pion noir sur case noire g7 · Pion noir sur case blanche h7 · Pion noir sur case blanche d5 · Pion blanc sur case noire e5 · Pion blanc sur case blanche b3 · Cavalier noir sur case noire e3 · Pion blanc sur case blanche h3 · Pion blanc sur case blanche a2 · Pion blanc sur case blanche c2 · Cavalier blanc sur case noire d2 · Pion blanc sur case blanche e2 · Pion blanc sur case noire f2 · Pion blanc sur case blanche g2 · Tour blanche sur case noire a1 · Fou blanc sur case noire c1 · Dame blanche sur case blanche d1 · Roi blanc sur case noire e1 · Fou blanc sur case blanche f1 · Cavalier blanc sur case noire g1 · Tour blanche sur case blanche h1 | Tour noire sur case blanche a8 · Cavalier noir sur case noire b8 · Fou noir sur case blanche c8 · Dame noire sur case noire d8 · Roi noir sur case blanche e8 · Fou noir sur case noire f8 · Tour noire sur case noire h8 · Pion noir sur case noire a7 · Pion noir sur case blanche b7 · Pion noir sur case noire c7 · Pion noir sur case blanche f7 · Pion noir sur case noire g7 · Pion noir sur case blanche h7 · Pion noir sur case blanche d5 · Pion blanc sur case noire e5 · Pion blanc sur case blanche b3 · Cavalier noir sur case noire e3 · Pion blanc sur case blanche h3 · Pion blanc sur case blanche a2 · Pion blanc sur case blanche c2 · Cavalier blanc sur case noire d2 · Pion blanc sur case blanche e2 · Pion blanc sur case noire f2 · Pion blanc sur case blanche g2 · Tour blanche sur case noire a1 · Fou blanc sur case noire c1 · Dame blanche sur case blanche d1 · Roi blanc sur case noire e1 · Fou blanc sur case blanche f1 · Cavalier blanc sur case noire g1 · Tour blanche sur case blanche h1 | Tour noire sur case blanche a8 · Cavalier noir sur case noire b8 · Fou noir sur case blanche c8 · Dame noire sur case noire d8 · Roi noir sur case blanche e8 · Fou noir sur case noire f8 · Tour noire sur case noire h8 · Pion noir sur case noire a7 · Pion noir sur case blanche b7 · Pion noir sur case noire c7 · Pion noir sur case blanche f7 · Pion noir sur case noire g7 · Pion noir sur case blanche h7 · Pion noir sur case blanche d5 · Pion blanc sur case noire e5 · Pion blanc sur case blanche b3 · Cavalier noir sur case noire e3 · Pion blanc sur case blanche h3 · Pion blanc sur case blanche a2 · Pion blanc sur case blanche c2 · Cavalier blanc sur case noire d2 · Pion blanc sur case blanche e2 · Pion blanc sur case noire f2 · Pion blanc sur case blanche g2 · Tour blanche sur case noire a1 · Fou blanc sur case noire c1 · Dame blanche sur case blanche d1 · Roi blanc sur case noire e1 · Fou blanc sur case blanche f1 · Cavalier blanc sur case noire g1 · Tour blanche sur case blanche h1 | Tour noire sur case blanche a8 · Cavalier noir sur case noire b8 · Fou noir sur case blanche c8 · Dame noire sur case noire d8 · Roi noir sur case blanche e8 · Fou noir sur case noire f8 · Tour noire sur case noire h8 · Pion noir sur case noire a7 · Pion noir sur case blanche b7 · Pion noir sur case noire c7 · Pion noir sur case blanche f7 · Pion noir sur case noire g7 · Pion noir sur case blanche h7 · Pion noir sur case blanche d5 · Pion blanc sur case noire e5 · Pion blanc sur case blanche b3 · Cavalier noir sur case noire e3 · Pion blanc sur case blanche h3 · Pion blanc sur case blanche a2 · Pion blanc sur case blanche c2 · Cavalier blanc sur case noire d2 · Pion blanc sur case blanche e2 · Pion blanc sur case noire f2 · Pion blanc sur case blanche g2 · Tour blanche sur case noire a1 · Fou blanc sur case noire c1 · Dame blanche sur case blanche d1 · Roi blanc sur case noire e1 · Fou blanc sur case blanche f1 · Cavalier blanc sur case noire g1 · Tour blanche sur case blanche h1 | Tour noire sur case blanche a8 · Cavalier noir sur case noire b8 · Fou noir sur case blanche c8 · Dame noire sur case noire d8 · Roi noir sur case blanche e8 · Fou noir sur case noire f8 · Tour noire sur case noire h8 · Pion noir sur case noire a7 · Pion noir sur case blanche b7 · Pion noir sur case noire c7 · Pion noir sur case blanche f7 · Pion noir sur case noire g7 · Pion noir sur case blanche h7 · Pion noir sur case blanche d5 · Pion blanc sur case noire e5 · Pion blanc sur case blanche b3 · Cavalier noir sur case noire e3 · Pion blanc sur case blanche h3 · Pion blanc sur case blanche a2 · Pion blanc sur case blanche c2 · Cavalier blanc sur case noire d2 · Pion blanc sur case blanche e2 · Pion blanc sur case noire f2 · Pion blanc sur case blanche g2 · Tour blanche sur case noire a1 · Fou blanc sur case noire c1 · Dame blanche sur case blanche d1 · Roi blanc sur case noire e1 · Fou blanc sur case blanche f1 · Cavalier blanc sur case noire g1 · Tour blanche sur case blanche h1 | 1 |
|   | a | b | c | d | e | f | g | h |   |

Selon l'historien des échecs Edward Winter, le British Chess Magazine publia en 1921 une autre version issue d'une partie jouée à Paris et présentée par Znosko-Borovsky : 1. d4 d5 ; 2. Cf3 Fg4 ; 3. Ce5 Cf6 ; 4. Cxg4 Cxg4 ; 5. Cd2 e5 ; 6. h3 Ce3 ; 7. Abandon.

## Exemple de problème
Magyar Sakkvilág 1927

1er-2e Prix 
|   | a | b | c | d | e | f | g | h |   |
| 8 | Cavalier blanc sur case noire b8 · Cavalier noir sur case noire d8 · Pion noir sur case noire g7 · Pion noir sur case noire d6 · Pion noir sur case blanche e6 · Fou blanc sur case blanche g6 · Pion noir sur case noire a5 · Roi blanc sur case blanche b5 · Roi noir sur case blanche d5 · Pion noir sur case noire e5 · Tour blanche sur case noire g5 · Pion blanc sur case blanche h5 · Pion noir sur case noire b4 · Pion noir sur case noire f4 · Pion noir sur case blanche g4 · Tour noire sur case blanche b3 · Tour noire sur case blanche f3 · Cavalier blanc sur case blanche c2 · Fou noir sur case noire d2 · Dame blanche sur case blanche h1 | Cavalier blanc sur case noire b8 · Cavalier noir sur case noire d8 · Pion noir sur case noire g7 · Pion noir sur case noire d6 · Pion noir sur case blanche e6 · Fou blanc sur case blanche g6 · Pion noir sur case noire a5 · Roi blanc sur case blanche b5 · Roi noir sur case blanche d5 · Pion noir sur case noire e5 · Tour blanche sur case noire g5 · Pion blanc sur case blanche h5 · Pion noir sur case noire b4 · Pion noir sur case noire f4 · Pion noir sur case blanche g4 · Tour noire sur case blanche b3 · Tour noire sur case blanche f3 · Cavalier blanc sur case blanche c2 · Fou noir sur case noire d2 · Dame blanche sur case blanche h1 | Cavalier blanc sur case noire b8 · Cavalier noir sur case noire d8 · Pion noir sur case noire g7 · Pion noir sur case noire d6 · Pion noir sur case blanche e6 · Fou blanc sur case blanche g6 · Pion noir sur case noire a5 · Roi blanc sur case blanche b5 · Roi noir sur case blanche d5 · Pion noir sur case noire e5 · Tour blanche sur case noire g5 · Pion blanc sur case blanche h5 · Pion noir sur case noire b4 · Pion noir sur case noire f4 · Pion noir sur case blanche g4 · Tour noire sur case blanche b3 · Tour noire sur case blanche f3 · Cavalier blanc sur case blanche c2 · Fou noir sur case noire d2 · Dame blanche sur case blanche h1 | Cavalier blanc sur case noire b8 · Cavalier noir sur case noire d8 · Pion noir sur case noire g7 · Pion noir sur case noire d6 · Pion noir sur case blanche e6 · Fou blanc sur case blanche g6 · Pion noir sur case noire a5 · Roi blanc sur case blanche b5 · Roi noir sur case blanche d5 · Pion noir sur case noire e5 · Tour blanche sur case noire g5 · Pion blanc sur case blanche h5 · Pion noir sur case noire b4 · Pion noir sur case noire f4 · Pion noir sur case blanche g4 · Tour noire sur case blanche b3 · Tour noire sur case blanche f3 · Cavalier blanc sur case blanche c2 · Fou noir sur case noire d2 · Dame blanche sur case blanche h1 | Cavalier blanc sur case noire b8 · Cavalier noir sur case noire d8 · Pion noir sur case noire g7 · Pion noir sur case noire d6 · Pion noir sur case blanche e6 · Fou blanc sur case blanche g6 · Pion noir sur case noire a5 · Roi blanc sur case blanche b5 · Roi noir sur case blanche d5 · Pion noir sur case noire e5 · Tour blanche sur case noire g5 · Pion blanc sur case blanche h5 · Pion noir sur case noire b4 · Pion noir sur case noire f4 · Pion noir sur case blanche g4 · Tour noire sur case blanche b3 · Tour noire sur case blanche f3 · Cavalier blanc sur case blanche c2 · Fou noir sur case noire d2 · Dame blanche sur case blanche h1 | Cavalier blanc sur case noire b8 · Cavalier noir sur case noire d8 · Pion noir sur case noire g7 · Pion noir sur case noire d6 · Pion noir sur case blanche e6 · Fou blanc sur case blanche g6 · Pion noir sur case noire a5 · Roi blanc sur case blanche b5 · Roi noir sur case blanche d5 · Pion noir sur case noire e5 · Tour blanche sur case noire g5 · Pion blanc sur case blanche h5 · Pion noir sur case noire b4 · Pion noir sur case noire f4 · Pion noir sur case blanche g4 · Tour noire sur case blanche b3 · Tour noire sur case blanche f3 · Cavalier blanc sur case blanche c2 · Fou noir sur case noire d2 · Dame blanche sur case blanche h1 | Cavalier blanc sur case noire b8 · Cavalier noir sur case noire d8 · Pion noir sur case noire g7 · Pion noir sur case noire d6 · Pion noir sur case blanche e6 · Fou blanc sur case blanche g6 · Pion noir sur case noire a5 · Roi blanc sur case blanche b5 · Roi noir sur case blanche d5 · Pion noir sur case noire e5 · Tour blanche sur case noire g5 · Pion blanc sur case blanche h5 · Pion noir sur case noire b4 · Pion noir sur case noire f4 · Pion noir sur case blanche g4 · Tour noire sur case blanche b3 · Tour noire sur case blanche f3 · Cavalier blanc sur case blanche c2 · Fou noir sur case noire d2 · Dame blanche sur case blanche h1 | Cavalier blanc sur case noire b8 · Cavalier noir sur case noire d8 · Pion noir sur case noire g7 · Pion noir sur case noire d6 · Pion noir sur case blanche e6 · Fou blanc sur case blanche g6 · Pion noir sur case noire a5 · Roi blanc sur case blanche b5 · Roi noir sur case blanche d5 · Pion noir sur case noire e5 · Tour blanche sur case noire g5 · Pion blanc sur case blanche h5 · Pion noir sur case noire b4 · Pion noir sur case noire f4 · Pion noir sur case blanche g4 · Tour noire sur case blanche b3 · Tour noire sur case blanche f3 · Cavalier blanc sur case blanche c2 · Fou noir sur case noire d2 · Dame blanche sur case blanche h1 | 8 |
| 7 | Cavalier blanc sur case noire b8 · Cavalier noir sur case noire d8 · Pion noir sur case noire g7 · Pion noir sur case noire d6 · Pion noir sur case blanche e6 · Fou blanc sur case blanche g6 · Pion noir sur case noire a5 · Roi blanc sur case blanche b5 · Roi noir sur case blanche d5 · Pion noir sur case noire e5 · Tour blanche sur case noire g5 · Pion blanc sur case blanche h5 · Pion noir sur case noire b4 · Pion noir sur case noire f4 · Pion noir sur case blanche g4 · Tour noire sur case blanche b3 · Tour noire sur case blanche f3 · Cavalier blanc sur case blanche c2 · Fou noir sur case noire d2 · Dame blanche sur case blanche h1 | Cavalier blanc sur case noire b8 · Cavalier noir sur case noire d8 · Pion noir sur case noire g7 · Pion noir sur case noire d6 · Pion noir sur case blanche e6 · Fou blanc sur case blanche g6 · Pion noir sur case noire a5 · Roi blanc sur case blanche b5 · Roi noir sur case blanche d5 · Pion noir sur case noire e5 · Tour blanche sur case noire g5 · Pion blanc sur case blanche h5 · Pion noir sur case noire b4 · Pion noir sur case noire f4 · Pion noir sur case blanche g4 · Tour noire sur case blanche b3 · Tour noire sur case blanche f3 · Cavalier blanc sur case blanche c2 · Fou noir sur case noire d2 · Dame blanche sur case blanche h1 | Cavalier blanc sur case noire b8 · Cavalier noir sur case noire d8 · Pion noir sur case noire g7 · Pion noir sur case noire d6 · Pion noir sur case blanche e6 · Fou blanc sur case blanche g6 · Pion noir sur case noire a5 · Roi blanc sur case blanche b5 · Roi noir sur case blanche d5 · Pion noir sur case noire e5 · Tour blanche sur case noire g5 · Pion blanc sur case blanche h5 · Pion noir sur case noire b4 · Pion noir sur case noire f4 · Pion noir sur case blanche g4 · Tour noire sur case blanche b3 · Tour noire sur case blanche f3 · Cavalier blanc sur case blanche c2 · Fou noir sur case noire d2 · Dame blanche sur case blanche h1 | Cavalier blanc sur case noire b8 · Cavalier noir sur case noire d8 · Pion noir sur case noire g7 · Pion noir sur case noire d6 · Pion noir sur case blanche e6 · Fou blanc sur case blanche g6 · Pion noir sur case noire a5 · Roi blanc sur case blanche b5 · Roi noir sur case blanche d5 · Pion noir sur case noire e5 · Tour blanche sur case noire g5 · Pion blanc sur case blanche h5 · Pion noir sur case noire b4 · Pion noir sur case noire f4 · Pion noir sur case blanche g4 · Tour noire sur case blanche b3 · Tour noire sur case blanche f3 · Cavalier blanc sur case blanche c2 · Fou noir sur case noire d2 · Dame blanche sur case blanche h1 | Cavalier blanc sur case noire b8 · Cavalier noir sur case noire d8 · Pion noir sur case noire g7 · Pion noir sur case noire d6 · Pion noir sur case blanche e6 · Fou blanc sur case blanche g6 · Pion noir sur case noire a5 · Roi blanc sur case blanche b5 · Roi noir sur case blanche d5 · Pion noir sur case noire e5 · Tour blanche sur case noire g5 · Pion blanc sur case blanche h5 · Pion noir sur case noire b4 · Pion noir sur case noire f4 · Pion noir sur case blanche g4 · Tour noire sur case blanche b3 · Tour noire sur case blanche f3 · Cavalier blanc sur case blanche c2 · Fou noir sur case noire d2 · Dame blanche sur case blanche h1 | Cavalier blanc sur case noire b8 · Cavalier noir sur case noire d8 · Pion noir sur case noire g7 · Pion noir sur case noire d6 · Pion noir sur case blanche e6 · Fou blanc sur case blanche g6 · Pion noir sur case noire a5 · Roi blanc sur case blanche b5 · Roi noir sur case blanche d5 · Pion noir sur case noire e5 · Tour blanche sur case noire g5 · Pion blanc sur case blanche h5 · Pion noir sur case noire b4 · Pion noir sur case noire f4 · Pion noir sur case blanche g4 · Tour noire sur case blanche b3 · Tour noire sur case blanche f3 · Cavalier blanc sur case blanche c2 · Fou noir sur case noire d2 · Dame blanche sur case blanche h1 | Cavalier blanc sur case noire b8 · Cavalier noir sur case noire d8 · Pion noir sur case noire g7 · Pion noir sur case noire d6 · Pion noir sur case blanche e6 · Fou blanc sur case blanche g6 · Pion noir sur case noire a5 · Roi blanc sur case blanche b5 · Roi noir sur case blanche d5 · Pion noir sur case noire e5 · Tour blanche sur case noire g5 · Pion blanc sur case blanche h5 · Pion noir sur case noire b4 · Pion noir sur case noire f4 · Pion noir sur case blanche g4 · Tour noire sur case blanche b3 · Tour noire sur case blanche f3 · Cavalier blanc sur case blanche c2 · Fou noir sur case noire d2 · Dame blanche sur case blanche h1 | Cavalier blanc sur case noire b8 · Cavalier noir sur case noire d8 · Pion noir sur case noire g7 · Pion noir sur case noire d6 · Pion noir sur case blanche e6 · Fou blanc sur case blanche g6 · Pion noir sur case noire a5 · Roi blanc sur case blanche b5 · Roi noir sur case blanche d5 · Pion noir sur case noire e5 · Tour blanche sur case noire g5 · Pion blanc sur case blanche h5 · Pion noir sur case noire b4 · Pion noir sur case noire f4 · Pion noir sur case blanche g4 · Tour noire sur case blanche b3 · Tour noire sur case blanche f3 · Cavalier blanc sur case blanche c2 · Fou noir sur case noire d2 · Dame blanche sur case blanche h1 | 7 |
| 6 | Cavalier blanc sur case noire b8 · Cavalier noir sur case noire d8 · Pion noir sur case noire g7 · Pion noir sur case noire d6 · Pion noir sur case blanche e6 · Fou blanc sur case blanche g6 · Pion noir sur case noire a5 · Roi blanc sur case blanche b5 · Roi noir sur case blanche d5 · Pion noir sur case noire e5 · Tour blanche sur case noire g5 · Pion blanc sur case blanche h5 · Pion noir sur case noire b4 · Pion noir sur case noire f4 · Pion noir sur case blanche g4 · Tour noire sur case blanche b3 · Tour noire sur case blanche f3 · Cavalier blanc sur case blanche c2 · Fou noir sur case noire d2 · Dame blanche sur case blanche h1 | Cavalier blanc sur case noire b8 · Cavalier noir sur case noire d8 · Pion noir sur case noire g7 · Pion noir sur case noire d6 · Pion noir sur case blanche e6 · Fou blanc sur case blanche g6 · Pion noir sur case noire a5 · Roi blanc sur case blanche b5 · Roi noir sur case blanche d5 · Pion noir sur case noire e5 · Tour blanche sur case noire g5 · Pion blanc sur case blanche h5 · Pion noir sur case noire b4 · Pion noir sur case noire f4 · Pion noir sur case blanche g4 · Tour noire sur case blanche b3 · Tour noire sur case blanche f3 · Cavalier blanc sur case blanche c2 · Fou noir sur case noire d2 · Dame blanche sur case blanche h1 | Cavalier blanc sur case noire b8 · Cavalier noir sur case noire d8 · Pion noir sur case noire g7 · Pion noir sur case noire d6 · Pion noir sur case blanche e6 · Fou blanc sur case blanche g6 · Pion noir sur case noire a5 · Roi blanc sur case blanche b5 · Roi noir sur case blanche d5 · Pion noir sur case noire e5 · Tour blanche sur case noire g5 · Pion blanc sur case blanche h5 · Pion noir sur case noire b4 · Pion noir sur case noire f4 · Pion noir sur case blanche g4 · Tour noire sur case blanche b3 · Tour noire sur case blanche f3 · Cavalier blanc sur case blanche c2 · Fou noir sur case noire d2 · Dame blanche sur case blanche h1 | Cavalier blanc sur case noire b8 · Cavalier noir sur case noire d8 · Pion noir sur case noire g7 · Pion noir sur case noire d6 · Pion noir sur case blanche e6 · Fou blanc sur case blanche g6 · Pion noir sur case noire a5 · Roi blanc sur case blanche b5 · Roi noir sur case blanche d5 · Pion noir sur case noire e5 · Tour blanche sur case noire g5 · Pion blanc sur case blanche h5 · Pion noir sur case noire b4 · Pion noir sur case noire f4 · Pion noir sur case blanche g4 · Tour noire sur case blanche b3 · Tour noire sur case blanche f3 · Cavalier blanc sur case blanche c2 · Fou noir sur case noire d2 · Dame blanche sur case blanche h1 | Cavalier blanc sur case noire b8 · Cavalier noir sur case noire d8 · Pion noir sur case noire g7 · Pion noir sur case noire d6 · Pion noir sur case blanche e6 · Fou blanc sur case blanche g6 · Pion noir sur case noire a5 · Roi blanc sur case blanche b5 · Roi noir sur case blanche d5 · Pion noir sur case noire e5 · Tour blanche sur case noire g5 · Pion blanc sur case blanche h5 · Pion noir sur case noire b4 · Pion noir sur case noire f4 · Pion noir sur case blanche g4 · Tour noire sur case blanche b3 · Tour noire sur case blanche f3 · Cavalier blanc sur case blanche c2 · Fou noir sur case noire d2 · Dame blanche sur case blanche h1 | Cavalier blanc sur case noire b8 · Cavalier noir sur case noire d8 · Pion noir sur case noire g7 · Pion noir sur case noire d6 · Pion noir sur case blanche e6 · Fou blanc sur case blanche g6 · Pion noir sur case noire a5 · Roi blanc sur case blanche b5 · Roi noir sur case blanche d5 · Pion noir sur case noire e5 · Tour blanche sur case noire g5 · Pion blanc sur case blanche h5 · Pion noir sur case noire b4 · Pion noir sur case noire f4 · Pion noir sur case blanche g4 · Tour noire sur case blanche b3 · Tour noire sur case blanche f3 · Cavalier blanc sur case blanche c2 · Fou noir sur case noire d2 · Dame blanche sur case blanche h1 | Cavalier blanc sur case noire b8 · Cavalier noir sur case noire d8 · Pion noir sur case noire g7 · Pion noir sur case noire d6 · Pion noir sur case blanche e6 · Fou blanc sur case blanche g6 · Pion noir sur case noire a5 · Roi blanc sur case blanche b5 · Roi noir sur case blanche d5 · Pion noir sur case noire e5 · Tour blanche sur case noire g5 · Pion blanc sur case blanche h5 · Pion noir sur case noire b4 · Pion noir sur case noire f4 · Pion noir sur case blanche g4 · Tour noire sur case blanche b3 · Tour noire sur case blanche f3 · Cavalier blanc sur case blanche c2 · Fou noir sur case noire d2 · Dame blanche sur case blanche h1 | Cavalier blanc sur case noire b8 · Cavalier noir sur case noire d8 · Pion noir sur case noire g7 · Pion noir sur case noire d6 · Pion noir sur case blanche e6 · Fou blanc sur case blanche g6 · Pion noir sur case noire a5 · Roi blanc sur case blanche b5 · Roi noir sur case blanche d5 · Pion noir sur case noire e5 · Tour blanche sur case noire g5 · Pion blanc sur case blanche h5 · Pion noir sur case noire b4 · Pion noir sur case noire f4 · Pion noir sur case blanche g4 · Tour noire sur case blanche b3 · Tour noire sur case blanche f3 · Cavalier blanc sur case blanche c2 · Fou noir sur case noire d2 · Dame blanche sur case blanche h1 | 6 |
| 5 | Cavalier blanc sur case noire b8 · Cavalier noir sur case noire d8 · Pion noir sur case noire g7 · Pion noir sur case noire d6 · Pion noir sur case blanche e6 · Fou blanc sur case blanche g6 · Pion noir sur case noire a5 · Roi blanc sur case blanche b5 · Roi noir sur case blanche d5 · Pion noir sur case noire e5 · Tour blanche sur case noire g5 · Pion blanc sur case blanche h5 · Pion noir sur case noire b4 · Pion noir sur case noire f4 · Pion noir sur case blanche g4 · Tour noire sur case blanche b3 · Tour noire sur case blanche f3 · Cavalier blanc sur case blanche c2 · Fou noir sur case noire d2 · Dame blanche sur case blanche h1 | Cavalier blanc sur case noire b8 · Cavalier noir sur case noire d8 · Pion noir sur case noire g7 · Pion noir sur case noire d6 · Pion noir sur case blanche e6 · Fou blanc sur case blanche g6 · Pion noir sur case noire a5 · Roi blanc sur case blanche b5 · Roi noir sur case blanche d5 · Pion noir sur case noire e5 · Tour blanche sur case noire g5 · Pion blanc sur case blanche h5 · Pion noir sur case noire b4 · Pion noir sur case noire f4 · Pion noir sur case blanche g4 · Tour noire sur case blanche b3 · Tour noire sur case blanche f3 · Cavalier blanc sur case blanche c2 · Fou noir sur case noire d2 · Dame blanche sur case blanche h1 | Cavalier blanc sur case noire b8 · Cavalier noir sur case noire d8 · Pion noir sur case noire g7 · Pion noir sur case noire d6 · Pion noir sur case blanche e6 · Fou blanc sur case blanche g6 · Pion noir sur case noire a5 · Roi blanc sur case blanche b5 · Roi noir sur case blanche d5 · Pion noir sur case noire e5 · Tour blanche sur case noire g5 · Pion blanc sur case blanche h5 · Pion noir sur case noire b4 · Pion noir sur case noire f4 · Pion noir sur case blanche g4 · Tour noire sur case blanche b3 · Tour noire sur case blanche f3 · Cavalier blanc sur case blanche c2 · Fou noir sur case noire d2 · Dame blanche sur case blanche h1 | Cavalier blanc sur case noire b8 · Cavalier noir sur case noire d8 · Pion noir sur case noire g7 · Pion noir sur case noire d6 · Pion noir sur case blanche e6 · Fou blanc sur case blanche g6 · Pion noir sur case noire a5 · Roi blanc sur case blanche b5 · Roi noir sur case blanche d5 · Pion noir sur case noire e5 · Tour blanche sur case noire g5 · Pion blanc sur case blanche h5 · Pion noir sur case noire b4 · Pion noir sur case noire f4 · Pion noir sur case blanche g4 · Tour noire sur case blanche b3 · Tour noire sur case blanche f3 · Cavalier blanc sur case blanche c2 · Fou noir sur case noire d2 · Dame blanche sur case blanche h1 | Cavalier blanc sur case noire b8 · Cavalier noir sur case noire d8 · Pion noir sur case noire g7 · Pion noir sur case noire d6 · Pion noir sur case blanche e6 · Fou blanc sur case blanche g6 · Pion noir sur case noire a5 · Roi blanc sur case blanche b5 · Roi noir sur case blanche d5 · Pion noir sur case noire e5 · Tour blanche sur case noire g5 · Pion blanc sur case blanche h5 · Pion noir sur case noire b4 · Pion noir sur case noire f4 · Pion noir sur case blanche g4 · Tour noire sur case blanche b3 · Tour noire sur case blanche f3 · Cavalier blanc sur case blanche c2 · Fou noir sur case noire d2 · Dame blanche sur case blanche h1 | Cavalier blanc sur case noire b8 · Cavalier noir sur case noire d8 · Pion noir sur case noire g7 · Pion noir sur case noire d6 · Pion noir sur case blanche e6 · Fou blanc sur case blanche g6 · Pion noir sur case noire a5 · Roi blanc sur case blanche b5 · Roi noir sur case blanche d5 · Pion noir sur case noire e5 · Tour blanche sur case noire g5 · Pion blanc sur case blanche h5 · Pion noir sur case noire b4 · Pion noir sur case noire f4 · Pion noir sur case blanche g4 · Tour noire sur case blanche b3 · Tour noire sur case blanche f3 · Cavalier blanc sur case blanche c2 · Fou noir sur case noire d2 · Dame blanche sur case blanche h1 | Cavalier blanc sur case noire b8 · Cavalier noir sur case noire d8 · Pion noir sur case noire g7 · Pion noir sur case noire d6 · Pion noir sur case blanche e6 · Fou blanc sur case blanche g6 · Pion noir sur case noire a5 · Roi blanc sur case blanche b5 · Roi noir sur case blanche d5 · Pion noir sur case noire e5 · Tour blanche sur case noire g5 · Pion blanc sur case blanche h5 · Pion noir sur case noire b4 · Pion noir sur case noire f4 · Pion noir sur case blanche g4 · Tour noire sur case blanche b3 · Tour noire sur case blanche f3 · Cavalier blanc sur case blanche c2 · Fou noir sur case noire d2 · Dame blanche sur case blanche h1 | Cavalier blanc sur case noire b8 · Cavalier noir sur case noire d8 · Pion noir sur case noire g7 · Pion noir sur case noire d6 · Pion noir sur case blanche e6 · Fou blanc sur case blanche g6 · Pion noir sur case noire a5 · Roi blanc sur case blanche b5 · Roi noir sur case blanche d5 · Pion noir sur case noire e5 · Tour blanche sur case noire g5 · Pion blanc sur case blanche h5 · Pion noir sur case noire b4 · Pion noir sur case noire f4 · Pion noir sur case blanche g4 · Tour noire sur case blanche b3 · Tour noire sur case blanche f3 · Cavalier blanc sur case blanche c2 · Fou noir sur case noire d2 · Dame blanche sur case blanche h1 | 5 |
| 4 | Cavalier blanc sur case noire b8 · Cavalier noir sur case noire d8 · Pion noir sur case noire g7 · Pion noir sur case noire d6 · Pion noir sur case blanche e6 · Fou blanc sur case blanche g6 · Pion noir sur case noire a5 · Roi blanc sur case blanche b5 · Roi noir sur case blanche d5 · Pion noir sur case noire e5 · Tour blanche sur case noire g5 · Pion blanc sur case blanche h5 · Pion noir sur case noire b4 · Pion noir sur case noire f4 · Pion noir sur case blanche g4 · Tour noire sur case blanche b3 · Tour noire sur case blanche f3 · Cavalier blanc sur case blanche c2 · Fou noir sur case noire d2 · Dame blanche sur case blanche h1 | Cavalier blanc sur case noire b8 · Cavalier noir sur case noire d8 · Pion noir sur case noire g7 · Pion noir sur case noire d6 · Pion noir sur case blanche e6 · Fou blanc sur case blanche g6 · Pion noir sur case noire a5 · Roi blanc sur case blanche b5 · Roi noir sur case blanche d5 · Pion noir sur case noire e5 · Tour blanche sur case noire g5 · Pion blanc sur case blanche h5 · Pion noir sur case noire b4 · Pion noir sur case noire f4 · Pion noir sur case blanche g4 · Tour noire sur case blanche b3 · Tour noire sur case blanche f3 · Cavalier blanc sur case blanche c2 · Fou noir sur case noire d2 · Dame blanche sur case blanche h1 | Cavalier blanc sur case noire b8 · Cavalier noir sur case noire d8 · Pion noir sur case noire g7 · Pion noir sur case noire d6 · Pion noir sur case blanche e6 · Fou blanc sur case blanche g6 · Pion noir sur case noire a5 · Roi blanc sur case blanche b5 · Roi noir sur case blanche d5 · Pion noir sur case noire e5 · Tour blanche sur case noire g5 · Pion blanc sur case blanche h5 · Pion noir sur case noire b4 · Pion noir sur case noire f4 · Pion noir sur case blanche g4 · Tour noire sur case blanche b3 · Tour noire sur case blanche f3 · Cavalier blanc sur case blanche c2 · Fou noir sur case noire d2 · Dame blanche sur case blanche h1 | Cavalier blanc sur case noire b8 · Cavalier noir sur case noire d8 · Pion noir sur case noire g7 · Pion noir sur case noire d6 · Pion noir sur case blanche e6 · Fou blanc sur case blanche g6 · Pion noir sur case noire a5 · Roi blanc sur case blanche b5 · Roi noir sur case blanche d5 · Pion noir sur case noire e5 · Tour blanche sur case noire g5 · Pion blanc sur case blanche h5 · Pion noir sur case noire b4 · Pion noir sur case noire f4 · Pion noir sur case blanche g4 · Tour noire sur case blanche b3 · Tour noire sur case blanche f3 · Cavalier blanc sur case blanche c2 · Fou noir sur case noire d2 · Dame blanche sur case blanche h1 | Cavalier blanc sur case noire b8 · Cavalier noir sur case noire d8 · Pion noir sur case noire g7 · Pion noir sur case noire d6 · Pion noir sur case blanche e6 · Fou blanc sur case blanche g6 · Pion noir sur case noire a5 · Roi blanc sur case blanche b5 · Roi noir sur case blanche d5 · Pion noir sur case noire e5 · Tour blanche sur case noire g5 · Pion blanc sur case blanche h5 · Pion noir sur case noire b4 · Pion noir sur case noire f4 · Pion noir sur case blanche g4 · Tour noire sur case blanche b3 · Tour noire sur case blanche f3 · Cavalier blanc sur case blanche c2 · Fou noir sur case noire d2 · Dame blanche sur case blanche h1 | Cavalier blanc sur case noire b8 · Cavalier noir sur case noire d8 · Pion noir sur case noire g7 · Pion noir sur case noire d6 · Pion noir sur case blanche e6 · Fou blanc sur case blanche g6 · Pion noir sur case noire a5 · Roi blanc sur case blanche b5 · Roi noir sur case blanche d5 · Pion noir sur case noire e5 · Tour blanche sur case noire g5 · Pion blanc sur case blanche h5 · Pion noir sur case noire b4 · Pion noir sur case noire f4 · Pion noir sur case blanche g4 · Tour noire sur case blanche b3 · Tour noire sur case blanche f3 · Cavalier blanc sur case blanche c2 · Fou noir sur case noire d2 · Dame blanche sur case blanche h1 | Cavalier blanc sur case noire b8 · Cavalier noir sur case noire d8 · Pion noir sur case noire g7 · Pion noir sur case noire d6 · Pion noir sur case blanche e6 · Fou blanc sur case blanche g6 · Pion noir sur case noire a5 · Roi blanc sur case blanche b5 · Roi noir sur case blanche d5 · Pion noir sur case noire e5 · Tour blanche sur case noire g5 · Pion blanc sur case blanche h5 · Pion noir sur case noire b4 · Pion noir sur case noire f4 · Pion noir sur case blanche g4 · Tour noire sur case blanche b3 · Tour noire sur case blanche f3 · Cavalier blanc sur case blanche c2 · Fou noir sur case noire d2 · Dame blanche sur case blanche h1 | Cavalier blanc sur case noire b8 · Cavalier noir sur case noire d8 · Pion noir sur case noire g7 · Pion noir sur case noire d6 · Pion noir sur case blanche e6 · Fou blanc sur case blanche g6 · Pion noir sur case noire a5 · Roi blanc sur case blanche b5 · Roi noir sur case blanche d5 · Pion noir sur case noire e5 · Tour blanche sur case noire g5 · Pion blanc sur case blanche h5 · Pion noir sur case noire b4 · Pion noir sur case noire f4 · Pion noir sur case blanche g4 · Tour noire sur case blanche b3 · Tour noire sur case blanche f3 · Cavalier blanc sur case blanche c2 · Fou noir sur case noire d2 · Dame blanche sur case blanche h1 | 4 |
| 3 | Cavalier blanc sur case noire b8 · Cavalier noir sur case noire d8 · Pion noir sur case noire g7 · Pion noir sur case noire d6 · Pion noir sur case blanche e6 · Fou blanc sur case blanche g6 · Pion noir sur case noire a5 · Roi blanc sur case blanche b5 · Roi noir sur case blanche d5 · Pion noir sur case noire e5 · Tour blanche sur case noire g5 · Pion blanc sur case blanche h5 · Pion noir sur case noire b4 · Pion noir sur case noire f4 · Pion noir sur case blanche g4 · Tour noire sur case blanche b3 · Tour noire sur case blanche f3 · Cavalier blanc sur case blanche c2 · Fou noir sur case noire d2 · Dame blanche sur case blanche h1 | Cavalier blanc sur case noire b8 · Cavalier noir sur case noire d8 · Pion noir sur case noire g7 · Pion noir sur case noire d6 · Pion noir sur case blanche e6 · Fou blanc sur case blanche g6 · Pion noir sur case noire a5 · Roi blanc sur case blanche b5 · Roi noir sur case blanche d5 · Pion noir sur case noire e5 · Tour blanche sur case noire g5 · Pion blanc sur case blanche h5 · Pion noir sur case noire b4 · Pion noir sur case noire f4 · Pion noir sur case blanche g4 · Tour noire sur case blanche b3 · Tour noire sur case blanche f3 · Cavalier blanc sur case blanche c2 · Fou noir sur case noire d2 · Dame blanche sur case blanche h1 | Cavalier blanc sur case noire b8 · Cavalier noir sur case noire d8 · Pion noir sur case noire g7 · Pion noir sur case noire d6 · Pion noir sur case blanche e6 · Fou blanc sur case blanche g6 · Pion noir sur case noire a5 · Roi blanc sur case blanche b5 · Roi noir sur case blanche d5 · Pion noir sur case noire e5 · Tour blanche sur case noire g5 · Pion blanc sur case blanche h5 · Pion noir sur case noire b4 · Pion noir sur case noire f4 · Pion noir sur case blanche g4 · Tour noire sur case blanche b3 · Tour noire sur case blanche f3 · Cavalier blanc sur case blanche c2 · Fou noir sur case noire d2 · Dame blanche sur case blanche h1 | Cavalier blanc sur case noire b8 · Cavalier noir sur case noire d8 · Pion noir sur case noire g7 · Pion noir sur case noire d6 · Pion noir sur case blanche e6 · Fou blanc sur case blanche g6 · Pion noir sur case noire a5 · Roi blanc sur case blanche b5 · Roi noir sur case blanche d5 · Pion noir sur case noire e5 · Tour blanche sur case noire g5 · Pion blanc sur case blanche h5 · Pion noir sur case noire b4 · Pion noir sur case noire f4 · Pion noir sur case blanche g4 · Tour noire sur case blanche b3 · Tour noire sur case blanche f3 · Cavalier blanc sur case blanche c2 · Fou noir sur case noire d2 · Dame blanche sur case blanche h1 | Cavalier blanc sur case noire b8 · Cavalier noir sur case noire d8 · Pion noir sur case noire g7 · Pion noir sur case noire d6 · Pion noir sur case blanche e6 · Fou blanc sur case blanche g6 · Pion noir sur case noire a5 · Roi blanc sur case blanche b5 · Roi noir sur case blanche d5 · Pion noir sur case noire e5 · Tour blanche sur case noire g5 · Pion blanc sur case blanche h5 · Pion noir sur case noire b4 · Pion noir sur case noire f4 · Pion noir sur case blanche g4 · Tour noire sur case blanche b3 · Tour noire sur case blanche f3 · Cavalier blanc sur case blanche c2 · Fou noir sur case noire d2 · Dame blanche sur case blanche h1 | Cavalier blanc sur case noire b8 · Cavalier noir sur case noire d8 · Pion noir sur case noire g7 · Pion noir sur case noire d6 · Pion noir sur case blanche e6 · Fou blanc sur case blanche g6 · Pion noir sur case noire a5 · Roi blanc sur case blanche b5 · Roi noir sur case blanche d5 · Pion noir sur case noire e5 · Tour blanche sur case noire g5 · Pion blanc sur case blanche h5 · Pion noir sur case noire b4 · Pion noir sur case noire f4 · Pion noir sur case blanche g4 · Tour noire sur case blanche b3 · Tour noire sur case blanche f3 · Cavalier blanc sur case blanche c2 · Fou noir sur case noire d2 · Dame blanche sur case blanche h1 | Cavalier blanc sur case noire b8 · Cavalier noir sur case noire d8 · Pion noir sur case noire g7 · Pion noir sur case noire d6 · Pion noir sur case blanche e6 · Fou blanc sur case blanche g6 · Pion noir sur case noire a5 · Roi blanc sur case blanche b5 · Roi noir sur case blanche d5 · Pion noir sur case noire e5 · Tour blanche sur case noire g5 · Pion blanc sur case blanche h5 · Pion noir sur case noire b4 · Pion noir sur case noire f4 · Pion noir sur case blanche g4 · Tour noire sur case blanche b3 · Tour noire sur case blanche f3 · Cavalier blanc sur case blanche c2 · Fou noir sur case noire d2 · Dame blanche sur case blanche h1 | Cavalier blanc sur case noire b8 · Cavalier noir sur case noire d8 · Pion noir sur case noire g7 · Pion noir sur case noire d6 · Pion noir sur case blanche e6 · Fou blanc sur case blanche g6 · Pion noir sur case noire a5 · Roi blanc sur case blanche b5 · Roi noir sur case blanche d5 · Pion noir sur case noire e5 · Tour blanche sur case noire g5 · Pion blanc sur case blanche h5 · Pion noir sur case noire b4 · Pion noir sur case noire f4 · Pion noir sur case blanche g4 · Tour noire sur case blanche b3 · Tour noire sur case blanche f3 · Cavalier blanc sur case blanche c2 · Fou noir sur case noire d2 · Dame blanche sur case blanche h1 | 3 |
| 2 | Cavalier blanc sur case noire b8 · Cavalier noir sur case noire d8 · Pion noir sur case noire g7 · Pion noir sur case noire d6 · Pion noir sur case blanche e6 · Fou blanc sur case blanche g6 · Pion noir sur case noire a5 · Roi blanc sur case blanche b5 · Roi noir sur case blanche d5 · Pion noir sur case noire e5 · Tour blanche sur case noire g5 · Pion blanc sur case blanche h5 · Pion noir sur case noire b4 · Pion noir sur case noire f4 · Pion noir sur case blanche g4 · Tour noire sur case blanche b3 · Tour noire sur case blanche f3 · Cavalier blanc sur case blanche c2 · Fou noir sur case noire d2 · Dame blanche sur case blanche h1 | Cavalier blanc sur case noire b8 · Cavalier noir sur case noire d8 · Pion noir sur case noire g7 · Pion noir sur case noire d6 · Pion noir sur case blanche e6 · Fou blanc sur case blanche g6 · Pion noir sur case noire a5 · Roi blanc sur case blanche b5 · Roi noir sur case blanche d5 · Pion noir sur case noire e5 · Tour blanche sur case noire g5 · Pion blanc sur case blanche h5 · Pion noir sur case noire b4 · Pion noir sur case noire f4 · Pion noir sur case blanche g4 · Tour noire sur case blanche b3 · Tour noire sur case blanche f3 · Cavalier blanc sur case blanche c2 · Fou noir sur case noire d2 · Dame blanche sur case blanche h1 | Cavalier blanc sur case noire b8 · Cavalier noir sur case noire d8 · Pion noir sur case noire g7 · Pion noir sur case noire d6 · Pion noir sur case blanche e6 · Fou blanc sur case blanche g6 · Pion noir sur case noire a5 · Roi blanc sur case blanche b5 · Roi noir sur case blanche d5 · Pion noir sur case noire e5 · Tour blanche sur case noire g5 · Pion blanc sur case blanche h5 · Pion noir sur case noire b4 · Pion noir sur case noire f4 · Pion noir sur case blanche g4 · Tour noire sur case blanche b3 · Tour noire sur case blanche f3 · Cavalier blanc sur case blanche c2 · Fou noir sur case noire d2 · Dame blanche sur case blanche h1 | Cavalier blanc sur case noire b8 · Cavalier noir sur case noire d8 · Pion noir sur case noire g7 · Pion noir sur case noire d6 · Pion noir sur case blanche e6 · Fou blanc sur case blanche g6 · Pion noir sur case noire a5 · Roi blanc sur case blanche b5 · Roi noir sur case blanche d5 · Pion noir sur case noire e5 · Tour blanche sur case noire g5 · Pion blanc sur case blanche h5 · Pion noir sur case noire b4 · Pion noir sur case noire f4 · Pion noir sur case blanche g4 · Tour noire sur case blanche b3 · Tour noire sur case blanche f3 · Cavalier blanc sur case blanche c2 · Fou noir sur case noire d2 · Dame blanche sur case blanche h1 | Cavalier blanc sur case noire b8 · Cavalier noir sur case noire d8 · Pion noir sur case noire g7 · Pion noir sur case noire d6 · Pion noir sur case blanche e6 · Fou blanc sur case blanche g6 · Pion noir sur case noire a5 · Roi blanc sur case blanche b5 · Roi noir sur case blanche d5 · Pion noir sur case noire e5 · Tour blanche sur case noire g5 · Pion blanc sur case blanche h5 · Pion noir sur case noire b4 · Pion noir sur case noire f4 · Pion noir sur case blanche g4 · Tour noire sur case blanche b3 · Tour noire sur case blanche f3 · Cavalier blanc sur case blanche c2 · Fou noir sur case noire d2 · Dame blanche sur case blanche h1 | Cavalier blanc sur case noire b8 · Cavalier noir sur case noire d8 · Pion noir sur case noire g7 · Pion noir sur case noire d6 · Pion noir sur case blanche e6 · Fou blanc sur case blanche g6 · Pion noir sur case noire a5 · Roi blanc sur case blanche b5 · Roi noir sur case blanche d5 · Pion noir sur case noire e5 · Tour blanche sur case noire g5 · Pion blanc sur case blanche h5 · Pion noir sur case noire b4 · Pion noir sur case noire f4 · Pion noir sur case blanche g4 · Tour noire sur case blanche b3 · Tour noire sur case blanche f3 · Cavalier blanc sur case blanche c2 · Fou noir sur case noire d2 · Dame blanche sur case blanche h1 | Cavalier blanc sur case noire b8 · Cavalier noir sur case noire d8 · Pion noir sur case noire g7 · Pion noir sur case noire d6 · Pion noir sur case blanche e6 · Fou blanc sur case blanche g6 · Pion noir sur case noire a5 · Roi blanc sur case blanche b5 · Roi noir sur case blanche d5 · Pion noir sur case noire e5 · Tour blanche sur case noire g5 · Pion blanc sur case blanche h5 · Pion noir sur case noire b4 · Pion noir sur case noire f4 · Pion noir sur case blanche g4 · Tour noire sur case blanche b3 · Tour noire sur case blanche f3 · Cavalier blanc sur case blanche c2 · Fou noir sur case noire d2 · Dame blanche sur case blanche h1 | Cavalier blanc sur case noire b8 · Cavalier noir sur case noire d8 · Pion noir sur case noire g7 · Pion noir sur case noire d6 · Pion noir sur case blanche e6 · Fou blanc sur case blanche g6 · Pion noir sur case noire a5 · Roi blanc sur case blanche b5 · Roi noir sur case blanche d5 · Pion noir sur case noire e5 · Tour blanche sur case noire g5 · Pion blanc sur case blanche h5 · Pion noir sur case noire b4 · Pion noir sur case noire f4 · Pion noir sur case blanche g4 · Tour noire sur case blanche b3 · Tour noire sur case blanche f3 · Cavalier blanc sur case blanche c2 · Fou noir sur case noire d2 · Dame blanche sur case blanche h1 | 2 |
| 1 | Cavalier blanc sur case noire b8 · Cavalier noir sur case noire d8 · Pion noir sur case noire g7 · Pion noir sur case noire d6 · Pion noir sur case blanche e6 · Fou blanc sur case blanche g6 · Pion noir sur case noire a5 · Roi blanc sur case blanche b5 · Roi noir sur case blanche d5 · Pion noir sur case noire e5 · Tour blanche sur case noire g5 · Pion blanc sur case blanche h5 · Pion noir sur case noire b4 · Pion noir sur case noire f4 · Pion noir sur case blanche g4 · Tour noire sur case blanche b3 · Tour noire sur case blanche f3 · Cavalier blanc sur case blanche c2 · Fou noir sur case noire d2 · Dame blanche sur case blanche h1 | Cavalier blanc sur case noire b8 · Cavalier noir sur case noire d8 · Pion noir sur case noire g7 · Pion noir sur case noire d6 · Pion noir sur case blanche e6 · Fou blanc sur case blanche g6 · Pion noir sur case noire a5 · Roi blanc sur case blanche b5 · Roi noir sur case blanche d5 · Pion noir sur case noire e5 · Tour blanche sur case noire g5 · Pion blanc sur case blanche h5 · Pion noir sur case noire b4 · Pion noir sur case noire f4 · Pion noir sur case blanche g4 · Tour noire sur case blanche b3 · Tour noire sur case blanche f3 · Cavalier blanc sur case blanche c2 · Fou noir sur case noire d2 · Dame blanche sur case blanche h1 | Cavalier blanc sur case noire b8 · Cavalier noir sur case noire d8 · Pion noir sur case noire g7 · Pion noir sur case noire d6 · Pion noir sur case blanche e6 · Fou blanc sur case blanche g6 · Pion noir sur case noire a5 · Roi blanc sur case blanche b5 · Roi noir sur case blanche d5 · Pion noir sur case noire e5 · Tour blanche sur case noire g5 · Pion blanc sur case blanche h5 · Pion noir sur case noire b4 · Pion noir sur case noire f4 · Pion noir sur case blanche g4 · Tour noire sur case blanche b3 · Tour noire sur case blanche f3 · Cavalier blanc sur case blanche c2 · Fou noir sur case noire d2 · Dame blanche sur case blanche h1 | Cavalier blanc sur case noire b8 · Cavalier noir sur case noire d8 · Pion noir sur case noire g7 · Pion noir sur case noire d6 · Pion noir sur case blanche e6 · Fou blanc sur case blanche g6 · Pion noir sur case noire a5 · Roi blanc sur case blanche b5 · Roi noir sur case blanche d5 · Pion noir sur case noire e5 · Tour blanche sur case noire g5 · Pion blanc sur case blanche h5 · Pion noir sur case noire b4 · Pion noir sur case noire f4 · Pion noir sur case blanche g4 · Tour noire sur case blanche b3 · Tour noire sur case blanche f3 · Cavalier blanc sur case blanche c2 · Fou noir sur case noire d2 · Dame blanche sur case blanche h1 | Cavalier blanc sur case noire b8 · Cavalier noir sur case noire d8 · Pion noir sur case noire g7 · Pion noir sur case noire d6 · Pion noir sur case blanche e6 · Fou blanc sur case blanche g6 · Pion noir sur case noire a5 · Roi blanc sur case blanche b5 · Roi noir sur case blanche d5 · Pion noir sur case noire e5 · Tour blanche sur case noire g5 · Pion blanc sur case blanche h5 · Pion noir sur case noire b4 · Pion noir sur case noire f4 · Pion noir sur case blanche g4 · Tour noire sur case blanche b3 · Tour noire sur case blanche f3 · Cavalier blanc sur case blanche c2 · Fou noir sur case noire d2 · Dame blanche sur case blanche h1 | Cavalier blanc sur case noire b8 · Cavalier noir sur case noire d8 · Pion noir sur case noire g7 · Pion noir sur case noire d6 · Pion noir sur case blanche e6 · Fou blanc sur case blanche g6 · Pion noir sur case noire a5 · Roi blanc sur case blanche b5 · Roi noir sur case blanche d5 · Pion noir sur case noire e5 · Tour blanche sur case noire g5 · Pion blanc sur case blanche h5 · Pion noir sur case noire b4 · Pion noir sur case noire f4 · Pion noir sur case blanche g4 · Tour noire sur case blanche b3 · Tour noire sur case blanche f3 · Cavalier blanc sur case blanche c2 · Fou noir sur case noire d2 · Dame blanche sur case blanche h1 | Cavalier blanc sur case noire b8 · Cavalier noir sur case noire d8 · Pion noir sur case noire g7 · Pion noir sur case noire d6 · Pion noir sur case blanche e6 · Fou blanc sur case blanche g6 · Pion noir sur case noire a5 · Roi blanc sur case blanche b5 · Roi noir sur case blanche d5 · Pion noir sur case noire e5 · Tour blanche sur case noire g5 · Pion blanc sur case blanche h5 · Pion noir sur case noire b4 · Pion noir sur case noire f4 · Pion noir sur case blanche g4 · Tour noire sur case blanche b3 · Tour noire sur case blanche f3 · Cavalier blanc sur case blanche c2 · Fou noir sur case noire d2 · Dame blanche sur case blanche h1 | Cavalier blanc sur case noire b8 · Cavalier noir sur case noire d8 · Pion noir sur case noire g7 · Pion noir sur case noire d6 · Pion noir sur case blanche e6 · Fou blanc sur case blanche g6 · Pion noir sur case noire a5 · Roi blanc sur case blanche b5 · Roi noir sur case blanche d5 · Pion noir sur case noire e5 · Tour blanche sur case noire g5 · Pion blanc sur case blanche h5 · Pion noir sur case noire b4 · Pion noir sur case noire f4 · Pion noir sur case blanche g4 · Tour noire sur case blanche b3 · Tour noire sur case blanche f3 · Cavalier blanc sur case blanche c2 · Fou noir sur case noire d2 · Dame blanche sur case blanche h1 | 1 |
|   | a | b | c | d | e | f | g | h |   |

1.Cd7? [menace 2.Cb6#]

mais 1. menace 2.Fe3! 

1.Ca6? [menace 2. 2.Cc7#]

mais 1. ... Tbc3! 

1.Dh4! [menace 2.Txe5+ dxe5 3.Dxd8#] ou [menace 2.Txe5+ Rxe5 3.Dg5#] 

si 1. ... Tbe3 2.Cd7 [suivi de 3.Cb6#]

si 1. ... Fc3 2.Ca6 [suivi de 3.Cc7#]

si 1. ... Cb7 2.Cc6 [suivi de 3.Ce7#]

si 1. ... Cc6 2.Cxc6 [suivi de 3.Ce7#]

## Publications
- Frédéric Lazard, Mes Problèmes et études d'échecs, Préface de A. Alekhine, 1929,
- Maurice Beaucaire, Pierre Vincent, avec la collaboration de  Xavier Tartakover et Fred Lazard, Pour apprendre à jouer aux échecs, Éditions Bornemann, Paris, 1946.